# Geschiedenis van de Joden in Frankrijk

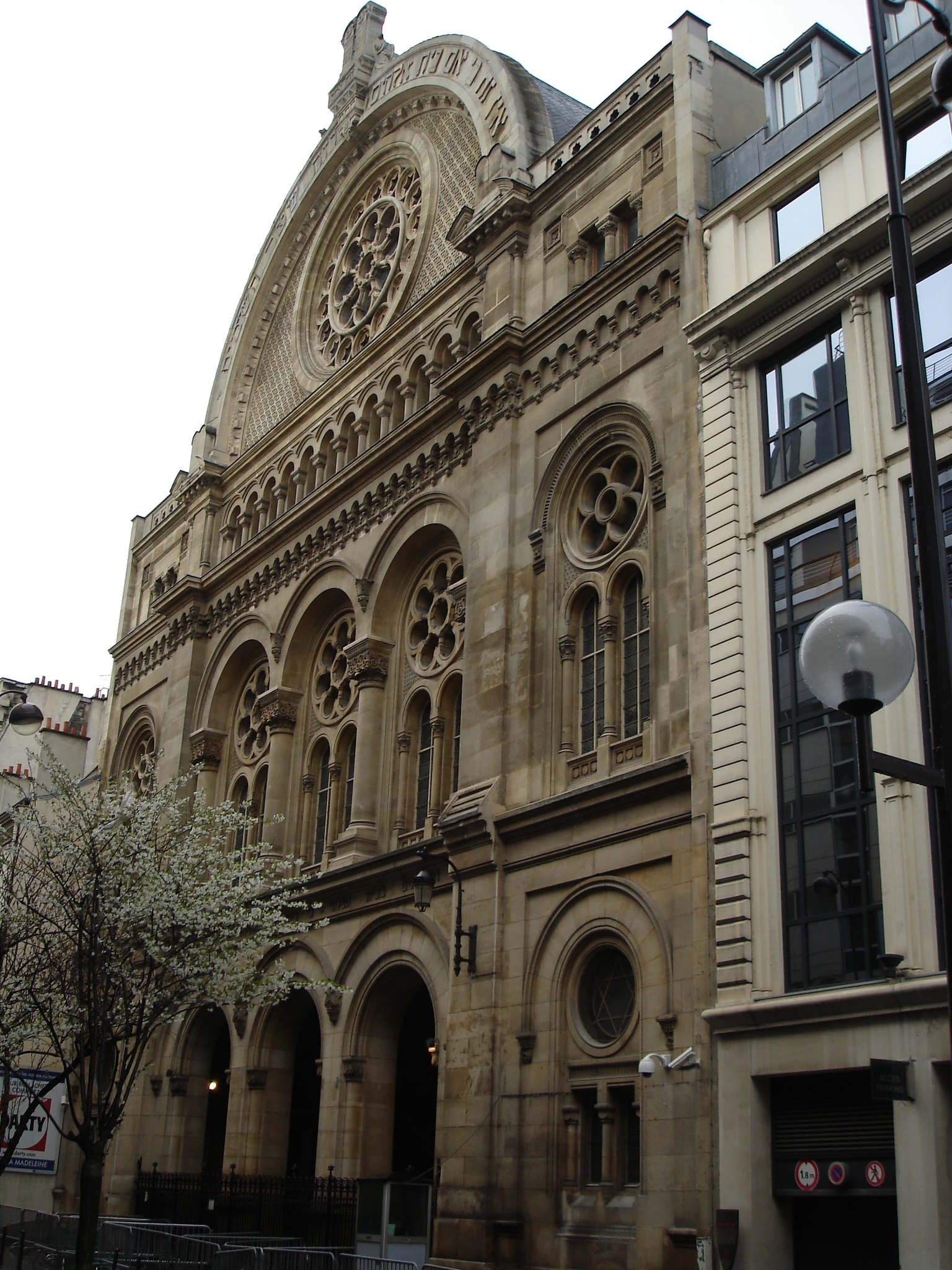
Grande Synagogue de la Victoire in Parijs

De Joodse gemeenschap in Frankrijk bedraagt tussen de 500.000 en de 600.000 mensen. De meeste gemeenschappen bevinden zich in de stedelijke gebieden van Parijs, Marseille, Toulouse, Lyon en Straatsburg.

## Eerste Joden in Frankrijk

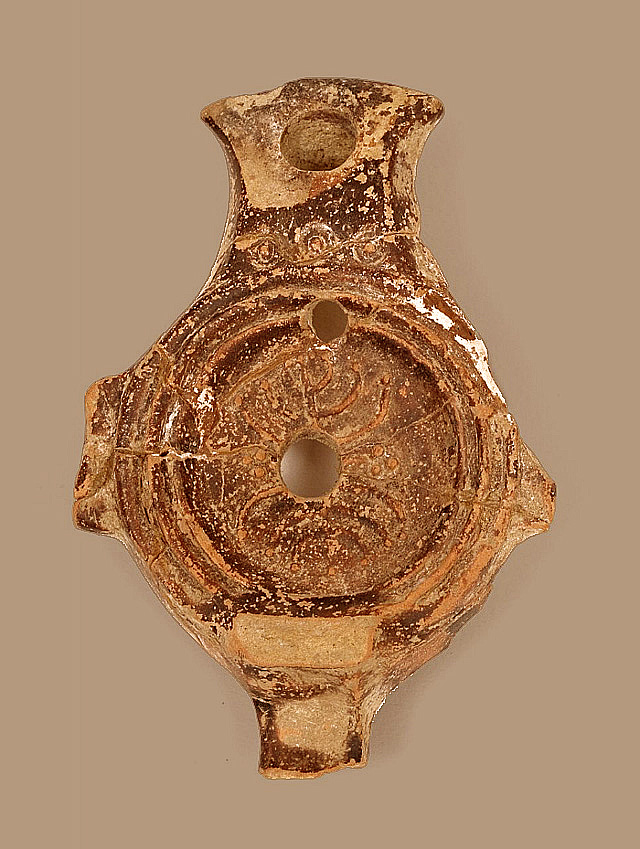
De olielamp van Orgon is de oudste materiële vondst die de aanwezigheid van Joden in Gallië aantoont

De Joodse aanwezigheid op het grondgebied dat nu Frankrijk is, gaat terug tot het begin van onze jaartelling en is een van de oudste Joodse gemeenschappen in Europa. De eerste Jood die in Gallië geleefd heeft, zou Herodes Archelaüs zijn geweest, de zoon van Herodes de Grote (vazalkoning van Palestina), die door keizer Augustus (63 v.Chr. –14 n.Chr.) verbannen werd naar Vienne in het jaar 6. Overblijfselen, vooral gevonden in de Rhônevallei, bevestigen de Joodse aanwezigheid in de 1e eeuw. De oudste vondst betrof een olielamp versierd met een kandelaar met zeven armen en gevonden in 1967 in Orgon.
Tot de 6e eeuw bouwden de Joden synagogen in de grootste Romeinse administratieve centra, gelegen langs de handelsroutes zoals Marseille, Arles, Uzès, Narbonne, Clermont, Orléans, Parijs en Bordeaux. Ze genoten op basis van de Romeinse wet hetzelfde aanzien als hun medeburgers. Ze onderhielden goede banden met de Galliërs, ook na de kerstening van Gallië.
Op het einde van de 6e eeuw verkeerden de Joden in Gallië in verschillende situaties: bisschop Gregorius van Tours (538–594) beschreef in 576 de totale vernieling van de synagoge van Clermont en de daaropvolgende bekering van Joden. In Parijs daarentegen werd koning Chilperik I (539–584) geadviseerd door de Jood Priscus, die de bekering weigerde.

## Het Karolingische rijk
In de periode 751–987 (Onder de Karolingische vorsten) leefden de Joden in goede verstandhouding met Franken. Zo hadden ze toegang tot hoge posten; Karel de Grote beval een Jood edelstenen op te halen in Palestina. Een andere Jood, genaamd Isaak, werd met twee ambassadeurs in 797 naar Hâroun ar-Rachîd (763–809), de kalief van Bagdad gestuurd. Hij keerde in 802 terug naar Aken met geschenken, waaronder een olifant.
Het Karolingische rijk telde verscheidene Joodse gemeenschappen die over hun eigen scholen beschikten en de bescherming van de keizers genoten. Alcuinus (ca. 735-804) en Hrabanus Maurus (ca. 780–856) raadpleegden geleerde Joden in het kader van hun Bijbelstudies en Sdéchias, de geneesheer van Karel de Kale (823–877) was een Jood.
Lodewijk de Vrome(778–840) eiste een strikte bescherming van de Joden omwille van hun handelsactiviteiten.
In de 8e eeuw verliep de handel tussen de Westerse wereld en het Midden-Oosten vrijwel uitsluitend via Joden. Ze vormden de enige link tussen de islam en rooms-katholieken na de islamitische verovering van het Iberisch Schiereiland. Er wordt aangenomen dat de Joodse handelaars (Radhanieten) uit de Rhônevallei reizigers waren die meerdere talen spraken en op die manier de contacten onderhielden tussen deze twee culturen.
Halverwege de 9e eeuw probeerde de Rooms-Katholieke Kerk via concilies de vrijheid van de Joden te begrenzen en het idee te verspreiden dat Joden steeds in staat zijn tot bedrog. In Bordeaux werden de Joden beschuldigd van de overgave van de stad aan de Vikingen in 848.
Hincmar van Reims(ongeveer 806–882) beschuldigde de Joodse geneesheer van Karel de Kale hem te hebben vergiftigd.

## De eerste Capetingers (987–1096)

### Eerste vervolgingen
Het vrij rustige leven van de Joden onder de Karolingers leidde tot de groei van Joodse samenlevingen in steden als Toulouse, Carcassonne, Chalon-sur-Saône, Sens en Metz. Maar de macht van de Karolingische vorsten brokkelde snel af en het lot van de Joden hing af van de wil van de plaatselijke gezagsdragers. In 987 besteeg Hugo Capet, eerste vorst van de Capetingers de Franse troon. In de 11e eeuw begonnen de eerste Jodenvervolgingen.
In 1010 stelde Alduin, bisschop van Limoges de Joden van zijn bisdom de keuze tussen zich bekeren of verbanning. In Normandië beval de hertog Robert I de uitroeiing van alle Joden die zich niet bekeerden tot het christendom. Deze bedreiging leidde tot diverse zelfmoorden onder de Joodse bevolking. Een vooraanstaande Jood uit Rouen, Jacob B. Jekuthiel, vroeg aan de paus bescherming voor de Joden in Normandië. De paus stuurde een dignitaris in een poging de praktijken een halt toe te roepen.
Adhémar van Chabannes schreef in 1030 dat westerse Joden hun oosterse geloofsgenoten waarschuwden voor een op handen zijnde aanval tegen de Saracenen. Rond die tijd werd het heilig graf van Jezus ontheiligd door de Saracenen en ingericht als een islamitische tempel. Twintig jaar later schreef Rodulfus Glaber(circa 980-circa 1046) dat de Joden van Orleans een brief hadden meegegeven met een bedelaar die bestemd was voor de Joden uit het nabije Oosten. De brief zou de aanzet zijn geweest tot de vernieling van het heilige graf van Jezus. Deze bekendmaking zette aan tot de vrijwel volledige verdrijving en slachting van de Joodse bevolking in het koninkrijk Frankrijk.
In de andere gebieden die nu tot het huidige Frankrijk behoren, werden de Joden beter behandeld. In het graafschap Champagne, dat tot 1316 niet bij Frankrijk hoorde, leefde een welvarende intellectuele Joodse gemeenschap in Troyes. Ook vermelden geschiedschrijvers "gouden jaren" voor Joodse samenlevingen in Narbonne, Lunel en Montpellier.

### Joodse literatuur in Frankrijk

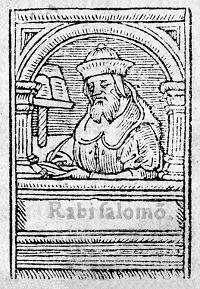
Rashi volgens een Nederlandse houtsnede uit de 16e eeuw

In Champagne werd de Joodse bevolking met rust gelaten en dit liet de Joodse schrijvers toe om een rijke Joodse literatuur na te laten. Deze bestond in hoofdzaak uit liturgische poëzie waarin het lijden van Joodse geloofsgenoten en de onoverwinnelijkheid van hun thuisland (het huidige Israël) beschreven werd. Vele teksten bevatten Bijbelstudies, eenvoudige interpretaties van Bijbelse teksten bij voorkeur geïnspireerd door de Midrasj. Maar het is vooral de Talmoed en zijn commentaren Misjna en Gemara die het meest bestudeerd, gekopieerd en beschreven werden. De Joodse schrijvers waren zo talrijk in die streek dat er enkelen uitweken naar Duitsland om aldaar onderricht te geven.
De beroemdste geleerde van het begin van de 11e eeuw, Rabbenou Guershom (960–1028) leefde tussen Metz en Mainz. Hij was een van de eerste Asjkenazische wetsgeleerden. Hij verbood de polygamie en het scheiden van een vrouw zonder wederzijdse toestemming. Hoewel hij veel goede leerlingen had, waaronder Eliahou du Mans, bleek Rasji (1040-1105) zijn geestelijke opvolger te zijn.
Rasji, ook Rasji van Troyes genoemd domineerde de tweede helft van de 11e eeuw. Hij wordt tot op vandaag gezien als een van de belangrijkste figuren in de Joodse culturele geschiedenis. Hij wordt ook de eerste Franse intellectueel genoemd.
Als rabbijn stichtte hij de Talmoedschool van Troyes die vrijwel onmiddellijk zeer beroemd werd.

## Eerste Kruistocht en de 12e eeuw
In de 11e eeuw had Rodolfus Glaber de Joden van Orléans ervan beschuldigd de vernietiging van het heilig graf in Jeruzalem veroorzaakt te hebben. Deze geschriften hadden – niettegenstaande hun ongeloofwaardigheid – fatale gevolgen voor vele Joodse gemeenschappen. De eerste kruistocht, geleid door Peter de Kluizenaar, leidde eveneens tot een ware catastrofe voor de Joodse bevolking. De kruisvaarders sloten de Joden van Rouen op in een kerkgebouw en verplichtten ze zich te dopen. Wie weigerde werd afgeslacht. Dit bloedbad wordt in de Joodse liturgie herdacht als Gzeirot Tatnav (גזירות תתנו). De Joden van Orléans en Limoges werden eveneens verjaagd uit hun huizen.
Een nog groter bloedbad vond plaats in de Rhônevallei: duizenden Joden werden door kruisvaarders vermoord, gehele gemeenschappen werden uitgeroeid. In Straatsburg werden de Joden in 1146 aangevallen door de monnik Radulph.
In de eerste helft van de 12e eeuw ontwikkelden zich bij de christenen twee hardnekkige antisemitische beschuldigingen. Enerzijds het idee dat Joden zich bezondigden aan rituele moorden en anderzijds dat ze grof geld verdienden aan woekerpraktijken.
De beschuldiging van rituele moorden ging ervan uit dat de Joden regelmatig de kruisiging van Christus herdachten en daarbij christenen doodden. Deze verdachtmakingen waren eind 12e eeuw zeer frequent en leidden onder andere tot de veroordeling van 31 Joden tot de brandstapel in Blois (26 mei 1171).
In die tijd was het de katholieken verboden intrest te vragen op een uitgeleend bedrag. Dit was dus een exclusieve dienstverlening van de Joden. Ze waren de bankiers van zowel de rijken als de armen. De beschuldiging van woeker liet vele kredietnemers toe hun openstaande schuld te ontlopen.
Niettegenstaande deze vijandigheden hadden de Joden van de 12e eeuw toch een actief spiritueel leven. Er ontstonden tossafistische scholen in Champagne, zoals in Ramerupt rond de kleinzoon van Rachi, Rabbenou Tam. Er is eveneens sprake van bloeiende scholen in Bourgogne, Parijs en in Normandië. In Troyes werden bijeenkomsten georganiseerd voor rabbijnen uit Frankrijk en uit de Rijnvallei. Er stonden twee Joodse synagoges in Troyes.
Ook in het zuiden van Frankrijk kende men in de 12e eeuw een welvarende Joodse samenleving, die werd beschreven door de vooraanstaande Joodse familie Ibn Tibbon. Desondanks was er sprake van beperkte antisemitische acties.
In de Elzas sprak men van vele "brave en rijke" Joden in Straatsburg. De Kerk hing een geringschattend beeld op van de plaatselijke Joden.

## Uitdrijvingen en terugroepingen

### Onder Filips II van Frankrijk

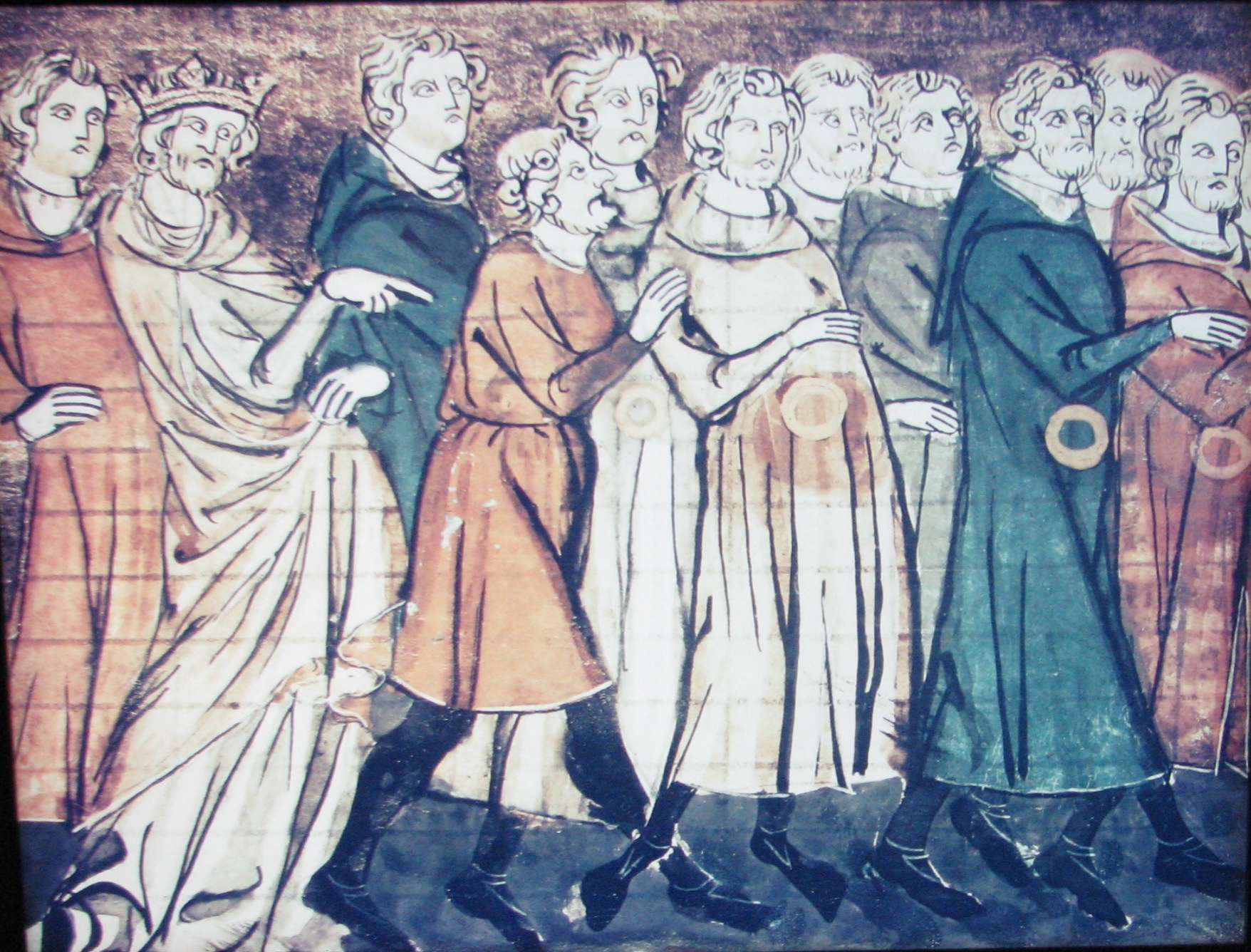
uitdrijving van de Franse Joden door koning Filips II van Frankrijk (miniatuur uit een Frans manuscript uit 1321)

Op het einde van de 12e eeuw ontwikkelde zich in Parijs een groeiende economische activiteit waaraan de Joodse bevolking participeerde. De christelijke bevolking werd vlug jaloers op de Joden en Filips II van Frankrijk (koning van 1180 tot 1223) hoorde deze aanklachten. Hij beschouwde ze als gevaarlijke concurrenten voor de nieuwe commerciële klasse. Op 10 maart 1182 vaardigde hij een koninklijk besluit uit dat de Joden beroofde van al hun bezittingen en ze dwong het grondgebied te verlaten. De synagogen werden omgedoopt tot kerken, de goederen van de Joden werden verdeeld onder de adel en hun corporaties. Filips II installeerde dus een door wet bepaald uitdrijvingsmodel dat doorheen de geschiedenis nog vele malen herhaald zal worden. De Joden verhuisden naar nabijgelegen gebieden, net buiten het koninklijke domein, naar Champagne of naar Bourgondië, maar ook naar het Zuiden in Provence. Deze eerste uitdrijving leerde de Joodse gemeenschap om niet te investeren in onroerend goed maar veeleer in goederen die vlot te verhuizen zijn zoals juwelen en geld.
Filips II van Frankrijk liet in 1198 de Joden terugroepen. De reden hiervoor was de noodzaak om mensen te hebben die geld uitleenden om zo de economie te voeden en vervolgens hogere bijdragen voor de schatkist te innen. Er werd immers een speciale belasting geïnd op geldtransacties. Voor deze terugkeer werd een overeenkomst gemaakt met Theobald III van Champagne (1176–1204) die voorzag in de wederzijdse uitwisseling van Joden. De koning maakte van de Joden horigen van de kroon en onthield ze van de kerkelijke bescherming. Zodoende waren ze compleet ondergeschikt aan de koninklijke wil en die van zijn landsheren.
In het begin van de 13e eeuw nam de Kerk veel hardere standpunten in dan de koning. Paus Innocentius III (1160/1161–1216) protesteerde in 1205 tegen de bescherming die de Franse koning bood aan de Joden. De paus verkondigde zelfs dat de kruisvaarders hun schulden tegenover Joden niet hoefden terug te betalen. Filips II verzette zich tegen deze pauselijke maatregel.

### Vertrek van de Joden uit Languedoc
Op het einde van de 12e eeuw kenden de Joden van Languedoc en van het graafschap Toulouse een rustige tijd die ertoe leidde dat ze een rijk intellectueel leven kenden.
De pauselijke legaat die de Albigenzische Kruistocht kwam leiden verweet de graaf van Toulouse niet alleen een lakse houding tegenover de Katharen maar evenzeer een te vriendelijke omgang met de Joodse bevolking. De Joden werden echter niet even hard aangepakt als de Katharen maar het graafschap Toulouse viel in 1271, na de dood van Alfons van Poitiers (1220–1271), onder het centrale gezag van de Franse koning. Vanaf dan ondergingen de Joden in Languedoc dezelfde wreedheden als hun geloofsgenoten in het Franse rijk onder Lodewijk IX (1214–1270), bijgenaamd Lodewijk de Heilige. Ze werden verplicht een gekleurd lintje te dragen en werden regelmatig gedwongen het grondgebied te verlaten. Vele Joden vluchtten naar Provence, een gebied dat toen onder het gezag van het huis Anjou stond.

### Onder Lodewijk VIII en Lodewijk IX
Onder Lodewijk VIII (1187–1226) en vooral Lodewijk IX (1215–1270) werd de positie van Joden hoofdzakelijk bepaald door de groeiende invloed van de Kerk zonder dat het belang van de kroon mag onderschat worden. In een verordening van Lodewijk VIII in 1223, werd bepaald dat de uitstaande schulden aan de Joden binnen de drie jaar moesten terugbetaald worden. De landsheren stonden in voor de inning van die schulden en behielden de intresten.
Lodewijk IX zette deze politiek ten aanzien van de Joden verder. Hij beval in 1230 verschillende landsheren de Joden te verbieden leningen met intrest uit te schrijven. Deze maatregel doet vermoeden dat de verordening van 1223 niet correct opgevolgd werd. Vier jaar later ging de koning nog verder door te bepalen dat één derde van de nog openstaande schulden aan Joden niet hoefde terugbetaald te worden. Hij verbood de mogelijkheid om christenen te vervolgen of gevangen te nemen omdat ze hun schulden aan Joden niet terugbetaalden. Zo verhinderde hij dat christenen nog goederen of onroerend goed moesten verkopen om hun schulden in te lossen. Op die manier gaf de koning een dodelijke slag aan de Joodse praktijk van geld ontlenen tegen intrest.

### Het proces van de Talmoed

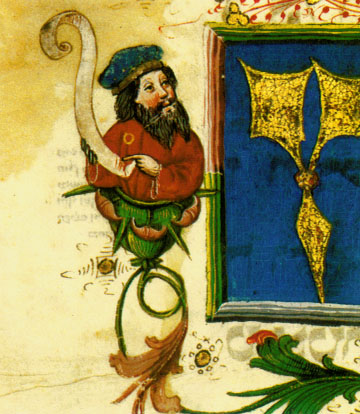
Joden werden in 1269 verplicht een geel lintje te dragen

Joden die zich bekeerd hadden tot het christendom beweerden dat in de Joodse heilige geschriften de christenen beledigd werden. Nicolas Donin (?–1287) uit La Rochelle was een van hen. Hij was aanvankelijk bij de rabbijn Yehiel van Parijs in de leer geweest en vervolgens door hem geëxcommuniceerd. Na zijn bekering ging hij in het klooster bij de orde der franciscanen. Hij schreef paus Gregorius IX (circa 1170–1241) een brief waarin hij de Talmoed beschreef als beledigend voor de christenen. In 1239 ontving hij van de paus een bul waarin werd opgeroepen deze boeken op te sporen en te verbranden. Dit resulteerde in het proces van de Talmoed: deze boeken werden eerst in beslag genomen in 1240 en na diverse debatten verbrand op de Place de Grève in Parijs in het bijzijn van le Prévôt des marchands de Paris ('Leiders van het koopmansgilde') en de geestelijkheid in 1242. Er volgden nog talrijke verordeningen tegen de Joden uitgeschreven door Lodewijk de Heilige.
Zo verplichtte hij de Joden in 1269 tot het dragen van een lintje (la rouelle), een strikte toepassing van een maatregel uit het Vierde Lateraans Concilie uit 1215.

### Onder Filips III van Frankrijk (1270–1285)
De troonsbestijging van Filips de Stoute veranderde niets aan de uittocht van de Joden uit het koninkrijk. Ze bleven onderworpen aan vele discriminerende maatregelen die via diverse verordeningen opgelegd werden.
Op politiek vlak speelden zich twee belangrijke gebeurtenissen af: zijn oom Alfons van Poitiers (1220–1271), graaf van Poitiers en Toulouse, stierf en deze gebieden vielen terug onder het gezag van de Franse koning. De Joden van Toulouse en Aquitanië ondergingen vanaf dan hetzelfde lot als de Joden uit het koninkrijk. In 1274 stond Filips de Stoute het graafschap Venaissin af aan de Heilige Stoel. De Joden aldaar mochten in dit graafschap blijven tot aan de Franse Revolutie.
Onder Filips de Stoute ondergingen de Joden in het koninkrijk de ingevoerde inquisitie die bedoeld was om de Albigenzen te verdrijven of te bekeren. Paus Clemens IV (?–1268) beval in zijn bul Turbato Corde dat de Joden die zich – na hun bekering tot het christendom – terug bekeerden tot het jodendom overgeleverd werden aan de inquisiteurs.
In 1278 begroeven de Joden van Toulouse een christen die zich bekeerd had tot het jodendom op hun Joodse kerkhof. Voor deze daad van proselitisme werd hun rabbijn Isaac Malès veroordeeld door de inquisitie tot de brandstapel.

### Onder Filips de Schone: vervolgingen, berovingen en uitdrijvingen

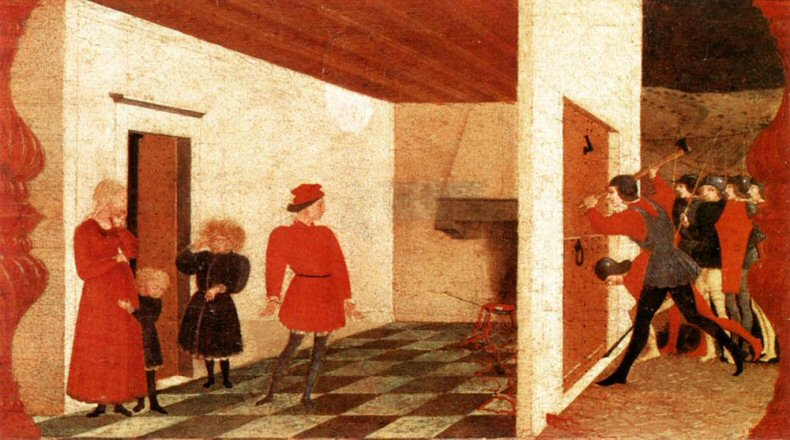
Illustratie van Paolo Uccello, Galerie nationale des Marches in Urbino. De Jood en zijn familie werden verraden door het bloed dat onder de deur naar buiten liep.

Filips de Schone (1268–1314) was zonder twijfel de meest repressieve koning van Frankrijk voor de Joden. Bovendien was zijn vrouw, Johanna I van Navarra (1273–1305) de gravin van Champagne, een regio waar de Joden een grote welvarende gemeenschap hadden die altijd beschermd werd door de graven van Champagne. Al vanaf 1288 werden dertien Joden veroordeeld tot de brandstapel door de Inquisitie en dit voor een vermeende moordzaak. Twee jaar later was er het «Miracle des Billettes». Op Pasen 1290 zou de Jood Jonathas een hostie opgeëist hebben in ruil voor de kleren van een oude vrouw die hij in onderpand hield. Jonathas zou dan een inkerving in de hostie gemaakt hebben en het bloed (van Christus) liep eruit. Hij wierp hem vervolgens in kokend water dat in rood bloed veranderde. De oude vrouw zou het publiek opgepookt hebben en dit leidde tot zijn arrestatie. Hij werd veroordeeld tot de brandstapel en met zijn in beslag genomen goederen liet Filips de Schone la Chapelle du Miracle (de kapel van het mirakel) bouwen (volgens het artikel Rue des Archives, Dictionnaire historique des rues de Paris, uitgeverij Editions de Minuit, 1985 ).
Filips de Schone had van bij zijn troonsbestijging al vrij snel belangstelling voor de Joodse gemeenschap en de manier waarop hij er voordeel kon uithalen. Toen zijn vrouw in 1284 beschikking kreeg over Champagne verplichtte hij de Joden tot het betalen van 25.000 pond om hun rechten te behouden in de provincie. In de jaren die volgden beschermde hij hen tegen de Kerk om zo zijn inkomsten te vrijwaren.
In 1292 werd een nieuwe belasting ingevoerd voor de Joden. In 1295 liet hij ze allemaal aanhouden, hun geld en hun waardevolle goederen werden in beslag genomen en ze hadden acht dagen de tijd om dit terug te kopen. Datgene wat overbleef werd verkocht ten voordele van de schatkist. Nieuwe belastingen volgden elkaar snel op en toen de Joden deze niet meer konden betalen werden hun kredietnemers verplicht om versneld hun schulden aan de Joden terug te betalen.
Toen in 1306 de schatkist andermaal leeg was besloot de koning ‘de kip met de gouden eieren te slachten’, zoals de ’’Jewish Encyclopedia’’ het beschrijft. Hij liet op 22 juli 1306 alle Joden oppakken en opsluiten. Ze kregen te horen dat ze veroordeeld waren tot een ballingschap en kregen een maand de tijd om het grondgebied te verlaten. Al hun bezittingen werden eigendom van de koning. Dat het hem echt om het geld te doen was wordt geïllustreerd door het feit dat hij burgers opriep verdoken bezittingen op te sporen. Wie nog zaken rapporteerde werd beloond met 20 procent van de opbrengst. Bovendien eiste hij de openstaande bedragen op van de burgers die nog schulden hadden bij Joden. De koning nam drie maanden voordat de verkoop van de Joodse bezittingen gepland was al maatregelen die moesten verhinderen dat er betaald zou worden met gesnoeide munten.
Het aantal Joden die emigreerden wordt op honderdduizend geschat. De poëet Geoffroi de Paris beschreef deze Exodus in zijn kroniek ‘’Chronique rimée’’, waarin hij aangaf dat Joden betrouwbaarder waren in geldzaken dan christenen. Kroniekschrijver Jean de Saint-Victor beschreef de omstandigheden waarin de Joden hun uittocht deden. Velen stierven onderweg van uitputting en ontbering. Van sommigen werd nog geld geëist voordat ze hun tocht konden verder zetten. In tegenstelling tot de eerdere uittocht onder Filips II van Frankrijk moesten de Joden nu veel verder vluchten omdat het Franse grondgebied groter was geworden. Historicus Siméon Luce schrijft over een economische ramp voor Frankrijk. Daaraan kon de terugroeping van 1315 weinig veranderen. Het Joodse leven in het Frankrijk van de middeleeuwen kende hier zijn einde.

## Periode 1315–1394

### Het terugroepen van de Joden in 1315
Het terugroepen van de Joden in 1315 gebeurde op vraag van het volk, althans volgens de schriftelijke verordening van Lodewijk X van Frankrijk (1289–1316). Hij riep Joden terug, vermoedelijk om er terug inkomsten uit te halen, zoals zijn vader deed. Hij beloofde ze hun oude woonplaatsen terug te geven en hun openstaande schuldvorderingen konden ze terug innen en daarvan mochten ze één derde behouden. Ze mochten echter geen geld meer uitlenen. Deze maatregelen bleven twaalf jaar geldig. Er was in Frankrijk nog een beperkte groep Joden gebleven, diegenen die zich onder druk tot het christendom hadden bekeerd. Het waren zeer twijfelende gelovigen en ze onderhielden nog contacten met hun familie in ballingschap. De Joden zouden 122.500 livres betaald hebben voor dit privilege. De terugtocht was echter beperkt. Het vermoeden is dat zeer vele Joodse eigendommen verdoken bleven voor de machtshebbers.

### De Joden in Elzas in de 14e eeuw

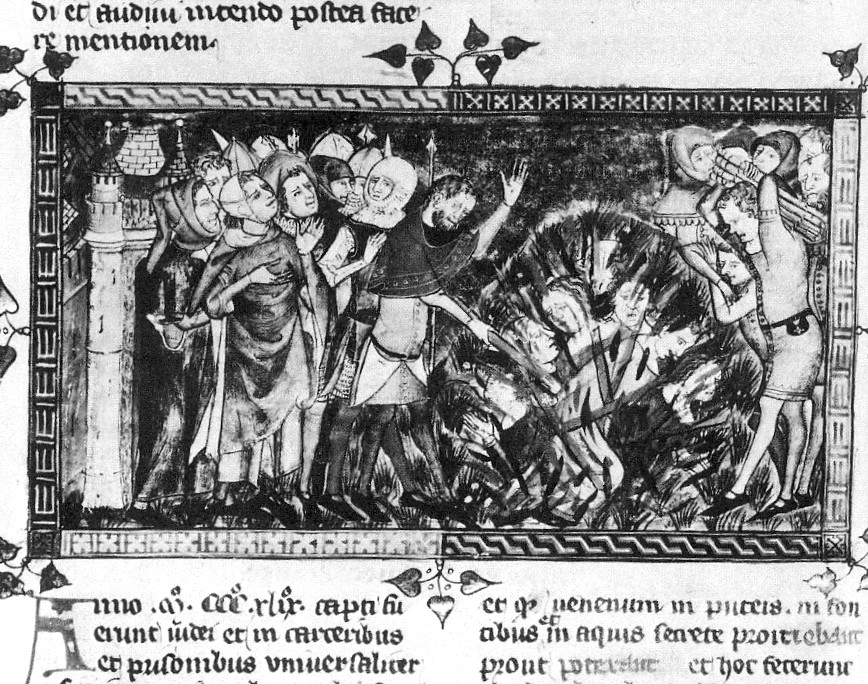
Het verbranden van Joden in Straatsburg (1349)

De Joodse gemeenschap van Elzas, die toen niet bij Frankrijk hoorde, groeide in het begin van de 14e eeuw zeer snel aan, mede door de aangroei van vluchtende Joden uit het Franse rijk. In Colmar werden de Joden beschermd door de keizer en zijn troepen en dit lokte vele Joden toen er in 1336 toch anti-Joodse sentimenten opdoken. Anders verging het de Joden toen eind 1348 de pest in alle hevigheid uitbrak in Europa. De Joden werden op vele plaatsen beschuldigd van het vergiftigen van waterputten en bronnen. De Joodse arts Balavignus gaf in Straatsburg het bevel een hele Joodse wijk grondig op te ruimen en alle afval te verbranden uit voorzorg voor de epidemie. Hij baseerde zich hiervoor op het boek Leviticus uit de Hebreeuwse Bijbel. Het gevolg was dat ratten en vlooien naar omliggende wijken en steden verhuisden en dat de pest daar hard toesloeg. De arts werd beschuldigd van het besmetten van deze streken. Na wrede martelingen bekende de man en de gehele Joodse bevolking van Straatsburg werd uitgeroeid in februari 1349. Ook de Joden van Colmar ondergingen eenzelfde lot. Deze wreedheden hebben ertoe geleid dat de Joodse gemeenschap in de Elzas naar het platteland vluchtte; ze bleven voor 4 eeuwen weg uit de steden.

### Het terugroepen in 1360
In 1356 werd koning Jan II van Frankrijk (1319–1364) gevangengenomen tijdens de slag bij Poitiers door de Engelsen. Ze eisten 3 miljoen écu's voor zijn vrijlating. De kroonprins Karel V van Frankrijk (1338–1380) die de staatskas wilde ontzien had het idee om met de Joden te gaan onderhandelen. Hij stelde hen een terugkeer voor een periode van 20 jaar voor mits het betalen van een ingangsbelasting van veertien florijnen per gezinshoofd en één florijn voor elk ander lid van de familie. Daarnaast werden zeven florijnen gevraagd per jaar en per haard en nog eens één florijn per gezinslid per jaar. De voorgestelde regeling was niet zo gunstig voor de Joden en koning Jan II, die vijandiger stond tegenover de Joden dan zijn zoon, verplichtte na zijn terugkeer weer het dragen van een geel lintje voor de Joden. Weinige Joden waren teruggekeerd naar Frankrijk.

### De definitieve uitdrijving in 1394
Karel de Wijze (1338–1380) beschermde de Joden tijdens zijn bewind en breidde hun rechten uit. Zijn opvolger, Karel de Waanzinnige (1368–1422) was pas twaalf jaar oud toen hij de troon besteeg. Hij was zeer beïnvloedbaar en naar aanleiding van een tot het christendom bekeerde Jood die zich terug wou bekeren ondertekende hij een arrest op 17 september 1394. Het arrest verbood de Joden nog langer in Frankrijk te blijven. Hij liet ze toe hun schuldvorderingen te innen, hun eigendommen te verkopen en hij bood ze bescherming tijdens hun uittocht in de winter van 1395.

## Erfenis van de Joodse aanwezigheid in Frankrijk

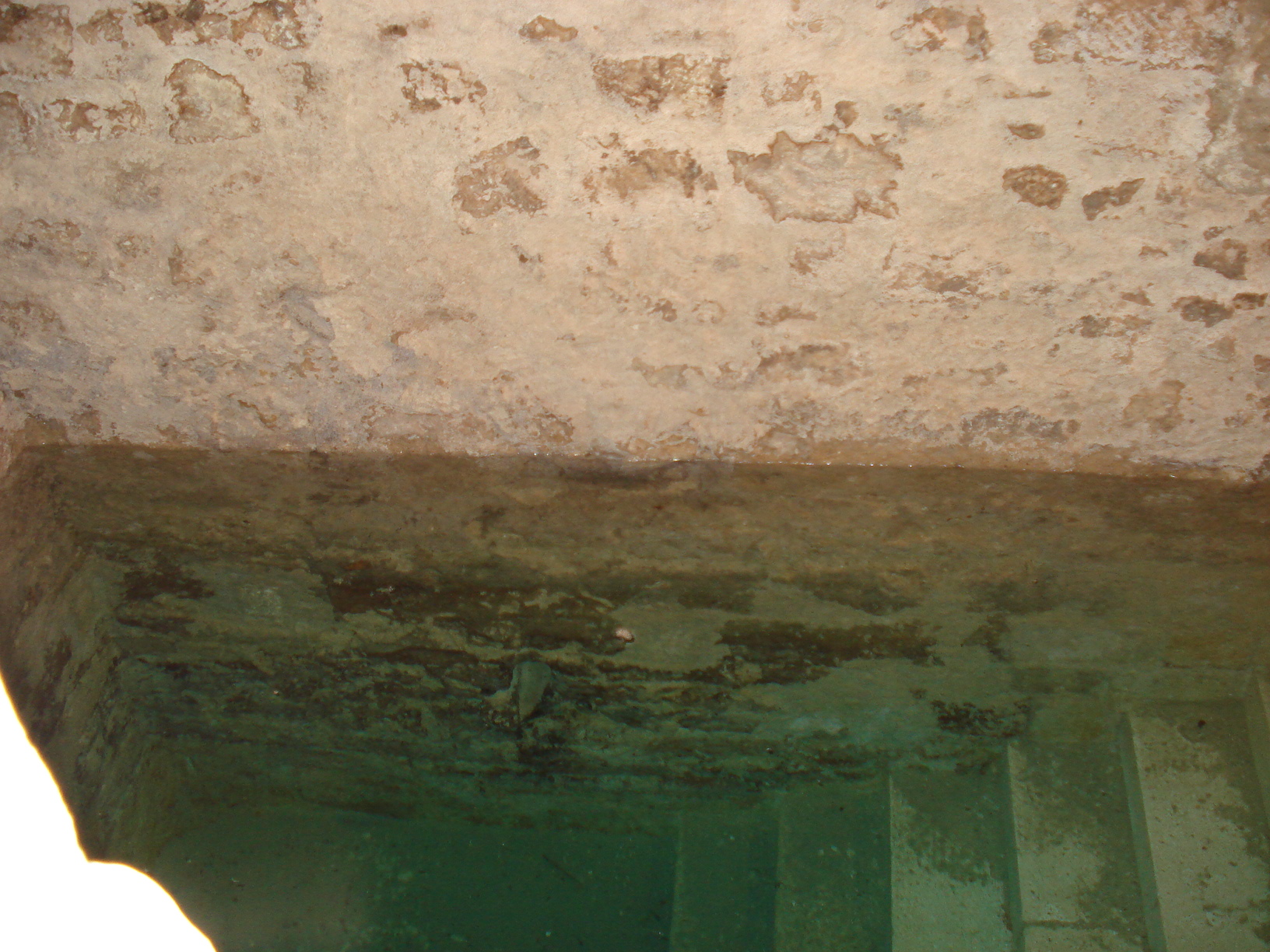
Mikwe van Montpellier

Bijna 14 eeuwen Joodse aanwezigheid liet heel wat na in Frankrijk: Zo bleven er enkele bouwwerken die getuigen van de Joodse tradities: La Maison Sublime, een Joods monument uit de 12e eeuw, ontdekt onder een trap van het justitiepaleis van Rouen, een gebouw dat ooit een synagoge was in de 13de eeuw te Rouffach, een mikwe uit dezelfde eeuw in Straatsburg, een andere in Montpellier en Joodse stenen muurbeelden in het museum van Cluny in Parijs. Camille Enlart schreef in 1929: “Er bestonden vele synagoges in Frankrijk in de middeleeuwen. Ze weerspiegelden de rijkdom en de grootte van de Joodse gemeenschap die ze bouwden. Ten gevolge van de uitdrijvingen werden ze allen vernietigd, alsook de begraafplaatsen die ernaast lagen.”
In meer dan 400 steden en gemeenten in Frankrijk getuigt een rue de la Juiverie (Juiverie = Jodenkwartier) of une rue des Juifs ('een Jodenstraat') van vroegere Joodse samenlevingen aldaar. Een Joodse aanwezigheid die verdween in de 14e eeuw met uitzondering van de gemeenschappen in Elzas en de Pauselijke staten rond Avignon.
Op het geestelijk vlak is de erfenis bijzonder groot dankzij de bijdragen van Rasji: Zijn verklaringen van de Thora en de Tenach zijn tot op vandaag nog voorwerp van talrijke studies en lezingen en hebben een zeer grote invloed in het Joodse onderwijs in Europa. De geneeskunde had toentertijd veel te danken aan Joodse artsen, gevestigd rond Montpellier of Lunel met onder andere de beroemde familie Ibn Tibbon die vele klassieke en Arabische teksten vertaalden in het Hebreeuws. Ze beperkten zich niet enkel tot medische teksten maar vertaalden evenzeer filosofische en wetenschappelijke werken. De Franse woordenschat werd ook verrijkt met woorden uit de Joodse cultuur, onder andere uit de geschriften van Rasji.
In de laatste eeuwen van de middeleeuwen ontstonden er ook enkele anti-Joodse mythes en verhalen. Deze werden gecreëerd door christenen en tot de meest bekende behoren onder andere het ontheiligen van een hostie, de rituele moorden en het vergiftigen van waterputten. De afkeer van de Joden werd ook verwerkt in katholieke gebouwen. De kathedraal van Straatsburg herbergt nog een beeld van een geblinddoekte dame met een gebroken lans die een synagoge voorstelt (blind voor de nieuwe wet) en een waterspuwer van de stiftskerk Sint-Maarten te Colmar stelt een zeug voor die haar biggen en Joden voedt. Het zou duren tot het tweede Vaticaans concilie vooraleer de Rooms-Katholieke Kerk het antisemitisme in eigen rangen aan banden legde.

## Het sociale leven van de Joden in de middeleeuwen

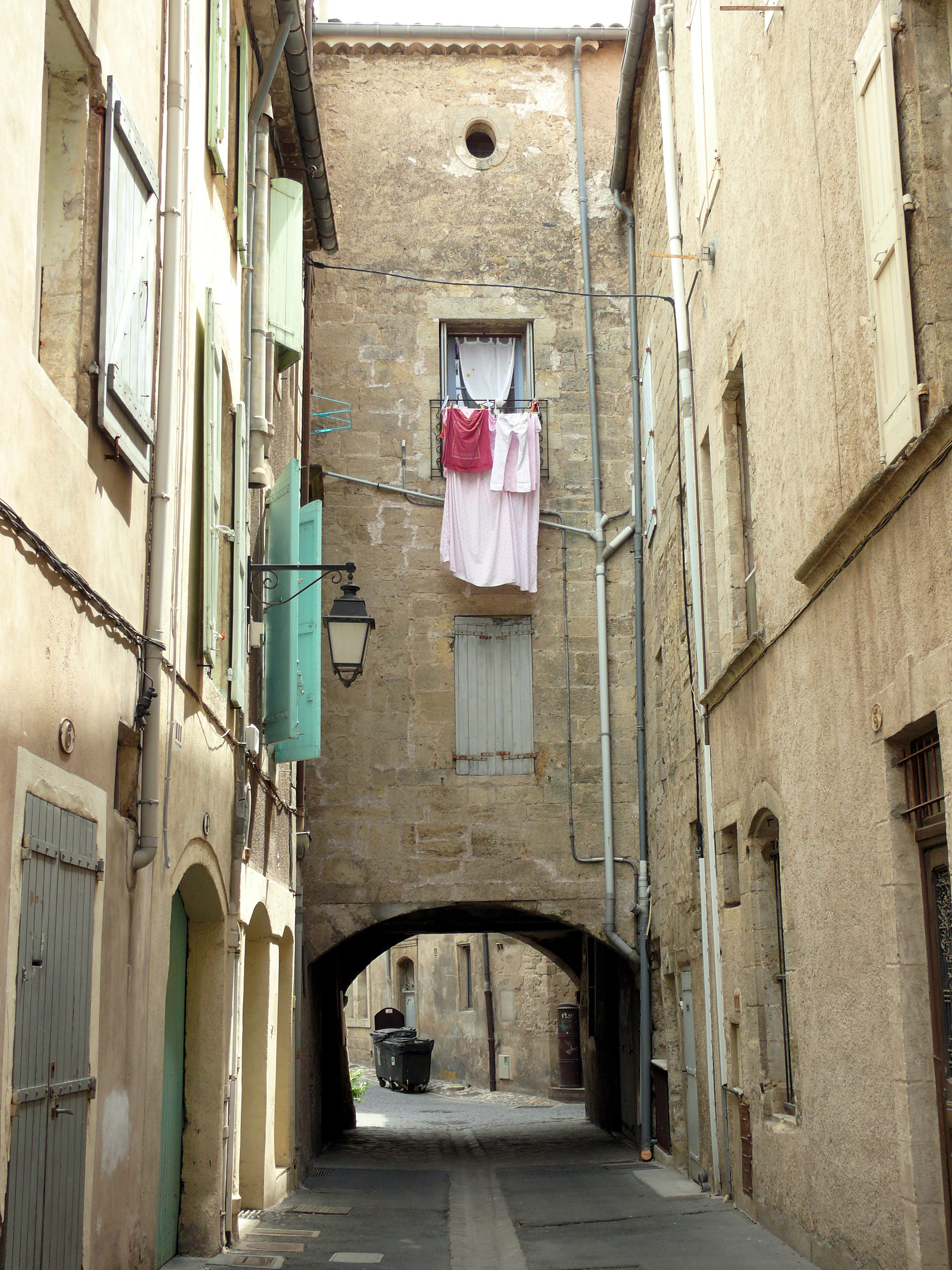
De Rue Juiverie in het Zuid-Franse Pézenas is de ingang tot een Joods getto

Tot in de 13e eeuw waren de Joden goed ingeburgerd in de Franse samenleving. Ze droegen geen vestimentaire elementen die zich onderscheidden van de andere Franse burgers, met uitzondering van de Joden in Elzas die een kenmerkende gepunte hoed en hun haren in typerende krullen droegen. Vertaalde gebedsteksten tonen aan dat hun omgangstaal te vergelijken was met die van de doorsnee bevolking. Ze hadden echter Bijbelse namen, een gebruik dat vervaagde bij de christenen. Toen ze vanaf de 12e eeuw geteisterd werden door vervolgingen gingen ze steeds vaker hun namen uitbreiden met de naam van hun geboortestad.
Al vrij vroeg gingen Joden samenwonen in Jodenkwartieren of getto's. Deze woonvorm liet hen toe om gemakkelijker de voorschriften van de sabbat na te leven, het Joodse onderwijs voor hun kinderen te organiseren, de voedselvoorschriften van de kasjroet te volgen en de rituele slacht te organiseren. Wat aanvankelijk de wil was van de Joden werd een van hogerhand opgelegde verplichting: Zo was er in 1294 een verordening in Parijs die de Joden gebood om slechts in vier straten te mogen wonen. De Joden bouwden vele synagoges, soms meerdere per stad zoals bleek uit de openbare verkopen na de uittocht van 1306. Ze verschaften gratis basisonderwijs aan hun kinderen. Benjamin de Tudèle vernoemt vele Joodse onderwijsinstellingen in het Zuiden van Frankrijk, onder andere in Narbonne, Montpellier en Marseille. Rasji en zijn opvolgers ontwikkelden een dynastie de savants (’kennisgeslacht’).
Er bleek in bepaalde periodes (8e – 12e eeuw) geen maat te staan op de domeinen waarin Joden een vooraanstaande rol speelden. Karel de Grote stelde meerdere Joden te werk in verschillende ambassades. Tot in de 12e eeuw waren velen wijnboeren. Maar vanaf deze eeuw volgden er allerlei restricties en de Joden moesten zich beperken tot de handel, het krediet verlenen en de geneeskunde.

### De handel en de kredietverlening
De Franse Joden hadden in de middeleeuwen vrijwel het monopolie op de internationale handel. Reeds in de vroege middeleeuwen ontwikkelden ze handels- en bankactiviteiten. Strikt genomen was het de christenen verboden om op uitgeleend geld intrest te vragen, de Radhanieten konden dit volledig op zich nemen. Hun kredietnemers waren zowel rijken als armen. Sinds Filips II van Frankrijk (1165–1223) werd de gevraagde intrest aan regels onderworpen en beperkt tot maximaal 46%. Vele Joodse families beperkten hun activiteiten niet enkel tot het bankieren, zo leert ons onder andere de bewaarde huishoudboekjes van de familie Héliot de Vesoul. Deze familie was actief op vele handelsdomeinen zoals de handel en stockage van voedsel en textiel, het verbouwen van druiven en de organisatie van internationale transporten.

### De geneeskunde
De Joodse geneesheren waren zeer talrijk, vooral in het Zuiden van Frankrijk. Volgens sommigen waren het de Joden die de faculteit geneeskunde gesticht hebben in Montpellier. De familie Ibn Tibbon leverde een grote bijdrage aan de overdracht van kennis van Arabische en klassieke geneesheren. In 1292 telde Parijs vier Joodse geneesheren op een totaal van zevenendertig. Ze verzorgden zowel geloofsgenoten als christenen. Op de concilies van Avignon van 1337 en 1341 werden hierop beperkingen gezet.

## Van 1394 tot aan de Franse Revolutie
Er leefden geen Joden meer in het koninkrijk Frankrijk na 1394 maar het edict dat de uitdrijving had bevolen spaarde echter wel de Joden van de Dauphiné, een gebied dat pas recentelijk werd overgenomen door het Koninkrijk. Ook leefden er nog Joden in gebieden die nu Frans grondgebied zijn maar toentertijd buiten het koninkrijk vielen: Elzas, Lotharingen, Savoye, Provence en Venaissin. Ook Besançon zou een toevluchtsoord geweest zijn. De stad had de titel van Vrije rijksstad.

### Het vertrek van de Joden uit Dauphiné
Het verdrag van Romans (1349), dat voorzag in de verkoop van Dauphiné aan het koninkrijk Frankrijk, bepaalde dat er ten aanzien van de Joodse bevolking geen wijzigingen waren. Ze werden dus niet geëxcommuniceerd. De Joodse gemeenschap beperkte zich in die regio tot enkele tientallen families. Ze gingen toch de een na de ander verhuizen tot buiten het koninkrijk en dit naar aanleiding van discriminatie tegenover hun gemeenschap, te hoge belastingdruk en beschuldigingen van strafbare rituelen. Een uittocht die ook Lodewijk XI, die maatregelen nam om ze in de Dauphiné te houden, niet kon stoppen.

### Situatie in Savoye
De Savoye maakte geen deel uit van het koninkrijk, het werd pas in de 19e eeuw geannexeerd door Frankrijk. Vanaf de 15e eeuw was er sprake van religieuze vervolgingen tegen bekeerde Joden door onder andere de inquisiteur Ponce Feugerons.
In 1416 liet de hertog Amédée VIII de Savoie de Joodse boeken in beslag nemen opdat ze konden onderzocht worden of ze de christelijke censuur konden doorstaan. Op 18 juli 1416 werden de joodse gebedenboeken, de bijbels en de wetenschappelijke werken teruggegeven aan hun eigenaars nadat ze beoordeeld waren door de Joodse geneesheren Pierre de Mâon en Guillaume Saffon. Ze hadden zich bekeerd tot het christelijke geloof en verbleven in het Franciscanenklooster in Chambéry. Vele Joden werden echter gevangengenomen en gefolterd. Onder de gevangenen was ook rabbijn Yohanan Trèves, gevlucht naar Savoye na de uitdrijving uit Frankrijk in 1394. Later, in 1426, werd hij de leider genoemd van de Joden in het Heilige Roomse Rijk.
Onder druk van de martelingen bevestigde een Joods rechtsgeleerde dat de Talmoed belastend en kwetsend was ten aanzien van de christenen. Op 17 januari 1417 werden alle Joodse boeken verbrand en moesten de Joden hun recht kopen om te mogen blijven in Savoye. De vrije Joden moesten beloven om niet meer te lezen in de Talmoed. In de jaren 1460 werden de Joden vervolgd voor vruchtafdrijvingen, moorden, toverpraktijken en smaad tegen de hertog van Savoie. Kort daarna werden geen sporen meer gevonden van Joodse aanwezigheid in Savoye met uitzondering vanChambéry waar er een kleine gemeenschap verbleef tot in de 18e eeuw.
In Nice dat tot 1691 bij Savoye behoorde, bleef er een Joodse samenleving bestaan. Dit was ook het geval in vele Italiaanse steden. In 1733 moesten de Joden in een getto gaan wonen (233 personen in 1736). Het Turijnse parlement heeft deze maatregel teruggeroepen in 1848. Dit werd slechts gedeeltelijk uitgevoerd tijdens de Franse bezetting van Nice.

### Situatie in Provence, Avignon en het graafschap Venaissin

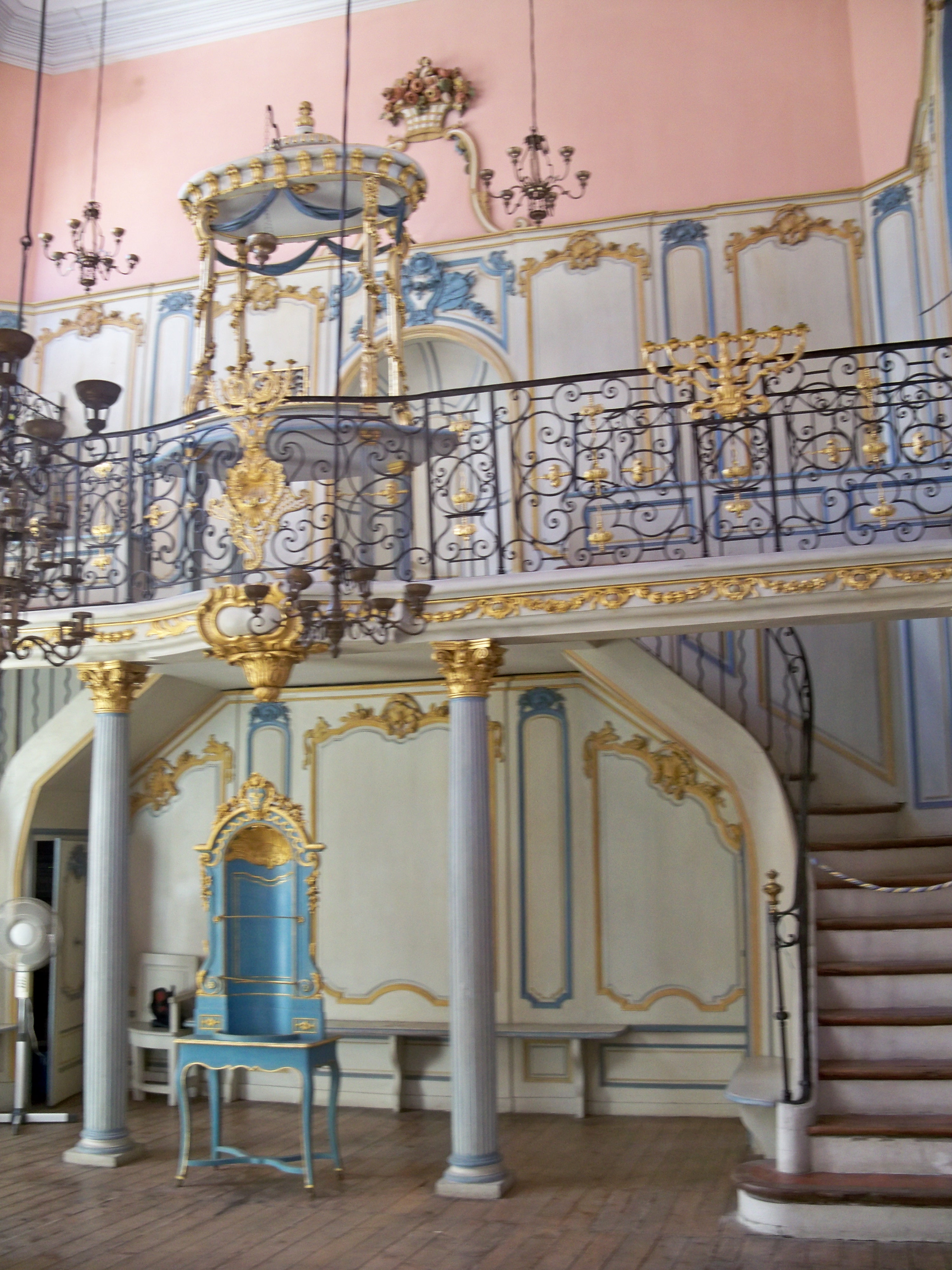
Synagoge van Cavaillon

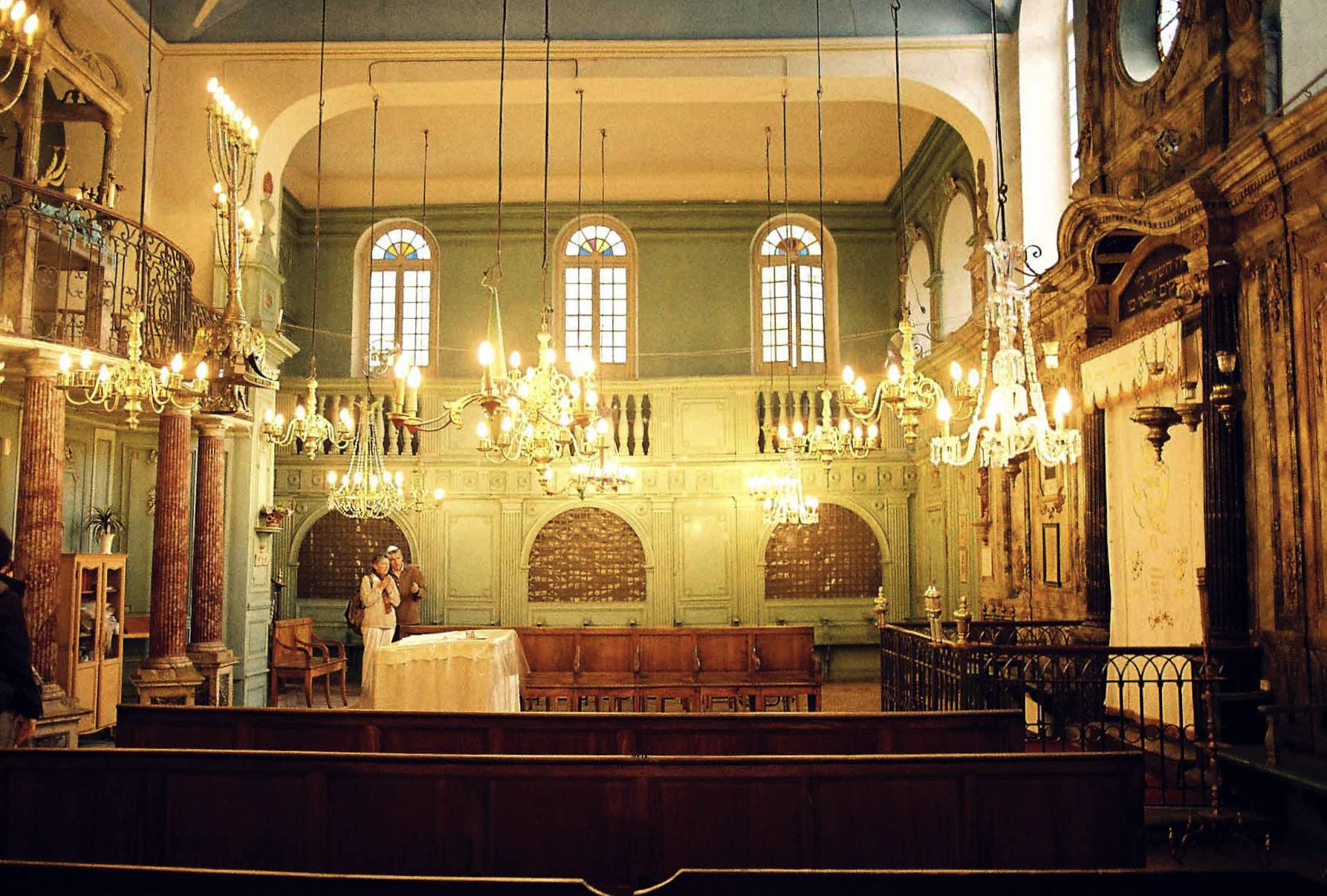
De oudste synagoge van Frankrijk die nog in gebruik is (Carpentras) dateert van de 18e eeuw

In 1481 werd het graafschap Provence onderdeel van het Franse koninkrijk. Op 31 juli 1501 werd aldaar door koning Lodewijk XII (1462–1515) het bevel gegeven tot uitdrijving van de Joden. Vele Joden kozen voor het doopsel in plaats van de deportatie maar in 1512 kwam er een nieuwe belasting van 6000 livres voor deze nieuwe christenen. Ze trof 122 families op 16 verschillende locaties. Deze groep werd gedurende drie eeuwen gediscrimineerd.
Avignon en het graafschap Venaissin waren de dichtstbijzijnde toevluchtsoorden voor de Joden die Provence ontvluchtten. Deze gebieden vielen onder het bestuur van de Paus. Vanaf eind 16e eeuw werden hun vestigingsmogelijkheden beperkt tot vier getto’s: Avignon, L'Isle-sur-la-Sorgue, Carpentras en Cavaillon. In het prinsdom Orange leefden ze zonder beperkingen tot in 1732. De vrijheid waarin ze konden leven leidde tot een betere levensstandaard die hen toeliet mooie gebedszalen in te richten zoals in de synagoges van Cavaillon en van Carpentras. Deze laatste is de oudste Franse synagoge die nog in dienst is.

### De Joden in Metz en Lorraine
In Lorraine lieten de autoriteiten in 1552 toe dat vier Joden en hun familie zich gingen vestigen in Metz. Dit aantal groeide stelselmatig, niettegenstaande de bezwaren van de plaatselijke notabelen. In 1618 bouwden ze er een synagoge die in 1657 werd bezocht door Lodewijk XIV.
Niettegenstaande de abnormale hoge belastingen die de Joden moesten betalen (en dit tot aan de Franse Revolutie) ontwikkelde zich een grote Joodse gemeenschap in de 17e eeuw. Hun leven werd overvloedig gereglementeerd en ze waren dikwijls afhankelijk van de welwillendheid en de willekeur van de lokale machtshebbers. Toch telde men op de vooravond van de Franse Revolutie zowat 400 Joodse families in Metz.
Te Nancy, onafhankelijk gebied binnen het graafschap Lorraine, werden de Joden officieel geaccepteerd vanaf 1721. Ze vielen na de annexatie door Frankrijk in 1766 onder het gezag van de Franse koning. De Joodse gemeenschap in deze regio werd geschat op 500 families in 1789.

### De Joden in de Elzas
Tot aan de annexatie van het gebied door Frankrijk in 1648 leefden de Joden in de Elzas zoals de andere Joden in het Heilig Roomse Rijk, ze waren met andere woorden afhankelijk van de verbrokkelde lokale besturen. Ze werden doorgaans verboden overdag in de steden te komen (zoals in Straatsburg en Colmar) waar de burgerij, die handel dreef ze niet tolereerden. De grüsselhorn blies vanaf de toren van de kathedraal om het tijdstip aan te geven wanneer de Joden de stad mochten binnenkomen. Ze mochten wel hun geldzaken uitvoeren op het platteland, doch het werd hen verboden daar gronden aan te kopen.
Na de annexatie door Frankrijk in 1648 veranderde er niet veel voor de Joodse gemeenschap. Het mag een vooruitgang genoemd worden dat de Joden niet actief vervolgd werden door de koninklijke macht. Ze waren nog steeds verplicht de Leibzoll te betalen. Niettegenstaande dat deze belasting werd opgeheven in 1784 beknotte een open brief van de koning datzelfde jaar de vrijheden van de Joden. Algemeen wordt aangenomen dat de plaatselijke gezagsdragers deze koninklijke aanbevelingen ruim toepasten.

### De Portugese Joden in het zuidoosten van Frankrijk

#### Van de uitdrijving van de Spaanse Joden tot de koninklijke brieven in 1723

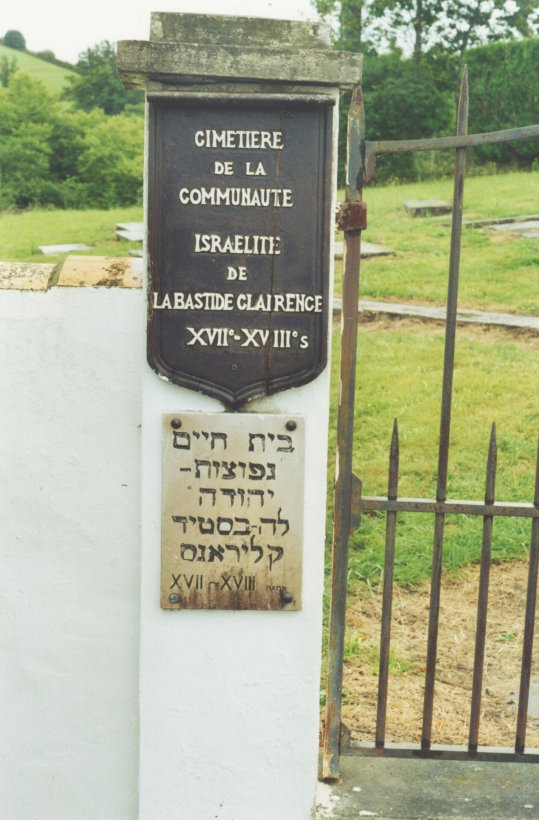
De Israëlitische begraafplaats van La Bastide-Clairence getuigt van de Joodse aanwezigheid

De uitdrijving van de Spaanse Joden in 1492 zette een volksverhuizing op gang van duizenden Joden. Zij die voor Portugal als toevluchtsoord kozen moesten opnieuw verhuizen door een bevel van de Portugese koning Emanuel I in 1496. Men noemde bijgevolg alle Joden die wegvluchtten van het Iberisch schiereiland Portugese Joden. Ze emigreerden naar het Noorden, velen naar Nederland en Engeland, enkelen zelfs naar Amerika. Een aantal vestigde zich in het Zuidoosten van Frankrijk, ze hielden hun geloofsovertuiging verborgen. Hendrik II van Frankrijk verleende hen de naam ‘nieuwe Christenen’ in een koninklijke brief van 1550. In 1600 werd de gemeenschap van La Bastide-Clairence gesticht en daarna die van Peyrehorade, van Saint-Esprit (een voorstad van Bayonne) en ten slotte die van Bordeaux.
In 1723, 230 jaar na hun aankomst in Frankrijk verkregen de Portugese Joden een koninklijke brief waarin ze officieel als Joden herkend werden. De Joden vormden thans de meest welvarende Joodse gemeenschap van het koninkrijk Frankrijk. De industrie en de verwerking van koloniale voedingswaren waren de domeinen waarin ze bijzonder succesvol waren. De familie Gradis was gespecialiseerd in de suikerhandel, de familie Dacosta introduceerde de chocolade in Frankrijk. Anderen exploiteerden wijngaarden. In Labastide-Clairence was er sprake van Joodse geneesheren.

#### Van 1723 tot aan de Franse Revolutie
In Bordeaux was de internationale groothandel grotendeels in handen van de Joden. Hun activiteiten omvatten eveneens de kaapvaart, het bankwezen en verzekeringen, de inrichting van schepen, de slavenhandel en de ladingen voor de Amerikaanse kolonies, in het bijzonder Canada dat toen nog Frans was.
Op de vooravond van de Franse Revolutie leefden er 2400 Joden in Bordeaux. Dit waren er minder dan in Saint-Esprit doch ze waren invloedrijker. De Joden van Saint-Esprit werden eind 18e eeuw niet toegelaten in Bayonne, waar de gemeenschap hen afwees. Tellingen rond 1750 gaven aan dat er 7500 Joden woonden, in 1785 sprak men echter nog van 3500 Joden.

### De Joden op de Franse Antillen
Een zeker aantal Nederlandse Joden waren geëmigreerd naar Recife, een gebied onder Hollandse heerschappij van 1630 tot 1654. Portugal nam aldaar de controle over en installeerde de inquisitie. Sommigen emigreerden naar de Franse Antillen: De hoofdstad Pointe-à-Pitre van Guadeloupe zou zijn naam ontleend hebben aan de Nederlandse Jood Peter (Pitre in het Frans). In de code noir van 1685 werd geschreven dat alle Joden die zich op de Franse eilanden hadden gevestigd drie maanden de tijd kregen het grondgebied te verlaten.
In de 18e eeuw kwamen de Joden terug naar Martinique waar ze slechts getolereerd werden en dit tot aan de Franse Revolutie. Ze fungeerden als correspondenten voor ondernemers uit Bordeaux.

## De Joden tijdens de revolutie en het keizerrijk
Toen de Franse Revolutie uitbrak telde Frankrijk 40.000 Joden. Bijna de helft woonde in de Elzas alwaar de administratie ze beschreef als "armen". Ze waren het slachtoffer van discriminerende fiscale maatregelen en achtergesteld in hun recht op huisvesting en eigendomsrecht. Omdat ze beroepshalve intresten moesten innen werden ze vaak blootgesteld aan de vijandigheid van het volk. De Joden van Lotharingen zagen hun situatie verbeteren in de 18e eeuw, getuigen daarvan zijn de synagoges van Lunéville en Nancy. In bepaalde landelijke gemeentes in de Elzas waren er evenveel Joden als katholieken.
De ‘juifs du pape’ ('Joden van de paus') gingen steeds meer buiten hun verplichte getto's wonen. Ook de Joden rond Bordeaux profiteerden snel van hun gewonnen vrijheden: Ze namen deel aan het gemeenschapsleven, gingen stemmen voor de Staten-Generaal en het recht om zich vrij te verplaatsen leidde hen tot in Parijs.
De langzaam veranderende ideeën tijdens de Franse Revolutie zorgden voor een ingrijpende verbetering van de situatie van de Joodse bevolking.

### Het begin van een emancipatorische aanpak

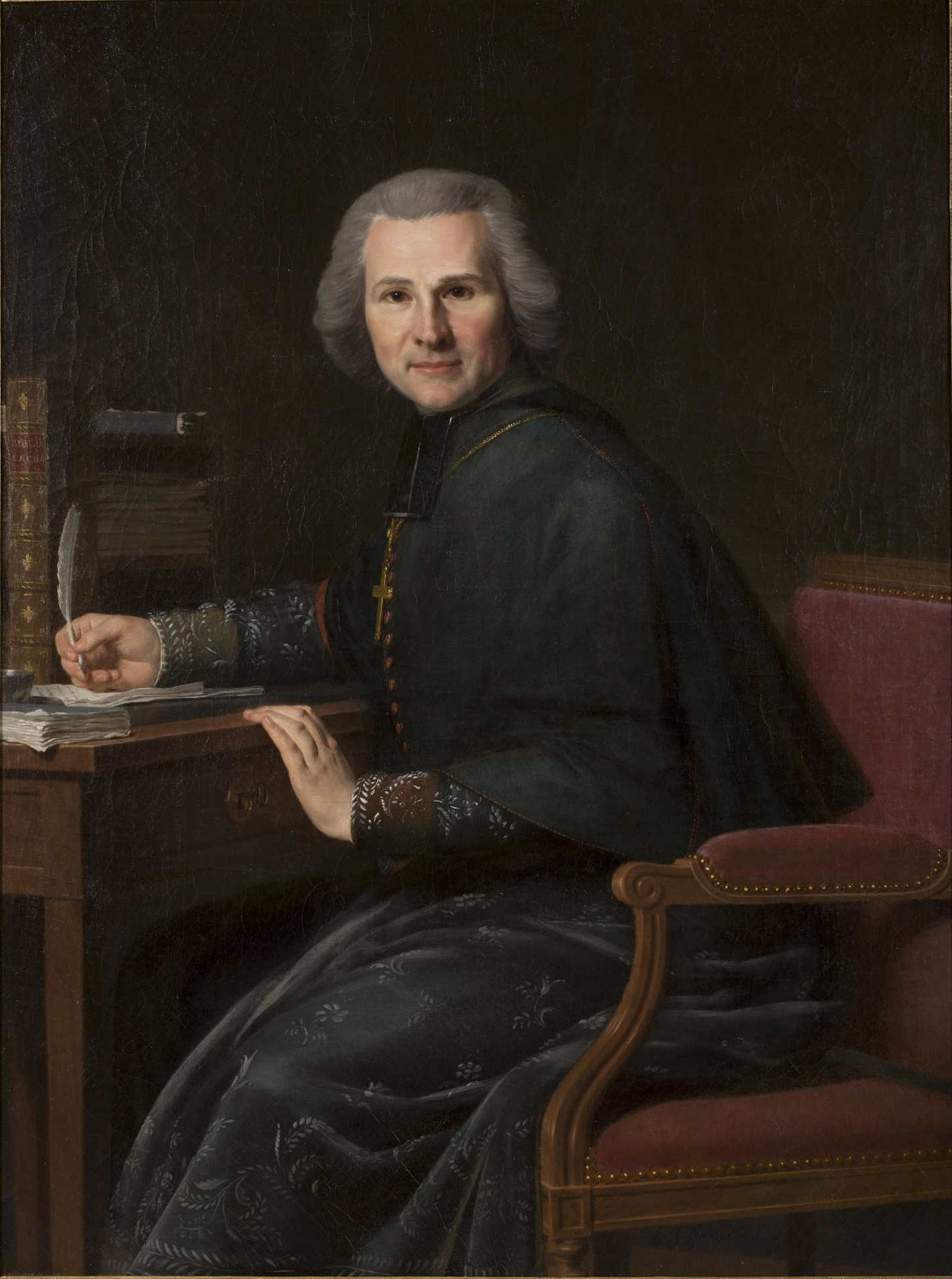
Portret van Henri Grégoire door Pierre Joseph Célestin François.

De situatie van de Joden in de Nederlanden was reeds merkbaar verbeterd sinds het einde van de 16e eeuw. Eind 17e eeuw kon men eenzelfde vaststelling doen in Engeland. Maar het is dankzij de ideeën van de filosofen van de verlichting dat men zich bewust werd van de absurditeit van de discriminerende maatregelen tegenover de Joodse bevolking. De verlichting gaf aanleiding tot de joodse Haskala-beweging. Die ontstond in Duitsland onder impuls van Moses Mendelssohn. Het samenvallen van deze interne en externe beweging versnelde bepaalde gebeurtenissen. In Frankrijk publiceerde Henri Grégoire het werk Essai sur la régénération physique, morale et politique des juifs waarin hij pleitte voor gelijke rechten voor Joden.
Honoré Gabriel de Riqueti was naar Duitsland gereisd en leerde daar het werk van Mendelsohn kennen. Dit leidde tot zijn werk Sur Moses Mendelssohn, sur la réforme politique des Juifs.
Ook politiek luidde het tijdperk van Lodewijk XVI een zekere tolerantie in. Zo was er het edict van tolerantie van Jozef II van Oostenrijk (1781) dat aangaf dat er vrijheid was van godsdienstbeleving voor protestanten en Joden en voorzag in het afschaffen van de lijftaks (Leibzoll) voor de Joden in de Elzas. In 1787 kwam dan het edict van tolerantie van Lodewijk XVI: mede onder de beïnvloeding van Malesherbes werden alle vervolgingen van niet-katholieken stopgezet. De Joden werden beschouwd als gelijkgerechtigde burgers van Frankrijk. Verscheidene parlementen, waaronder dat van Metz, verzonnen echter nog steeds discriminerende uitzonderingen ten aanzien van de Joodse bevolking.

### De oproep aan de Staten-Generaal en de klachtendossiers

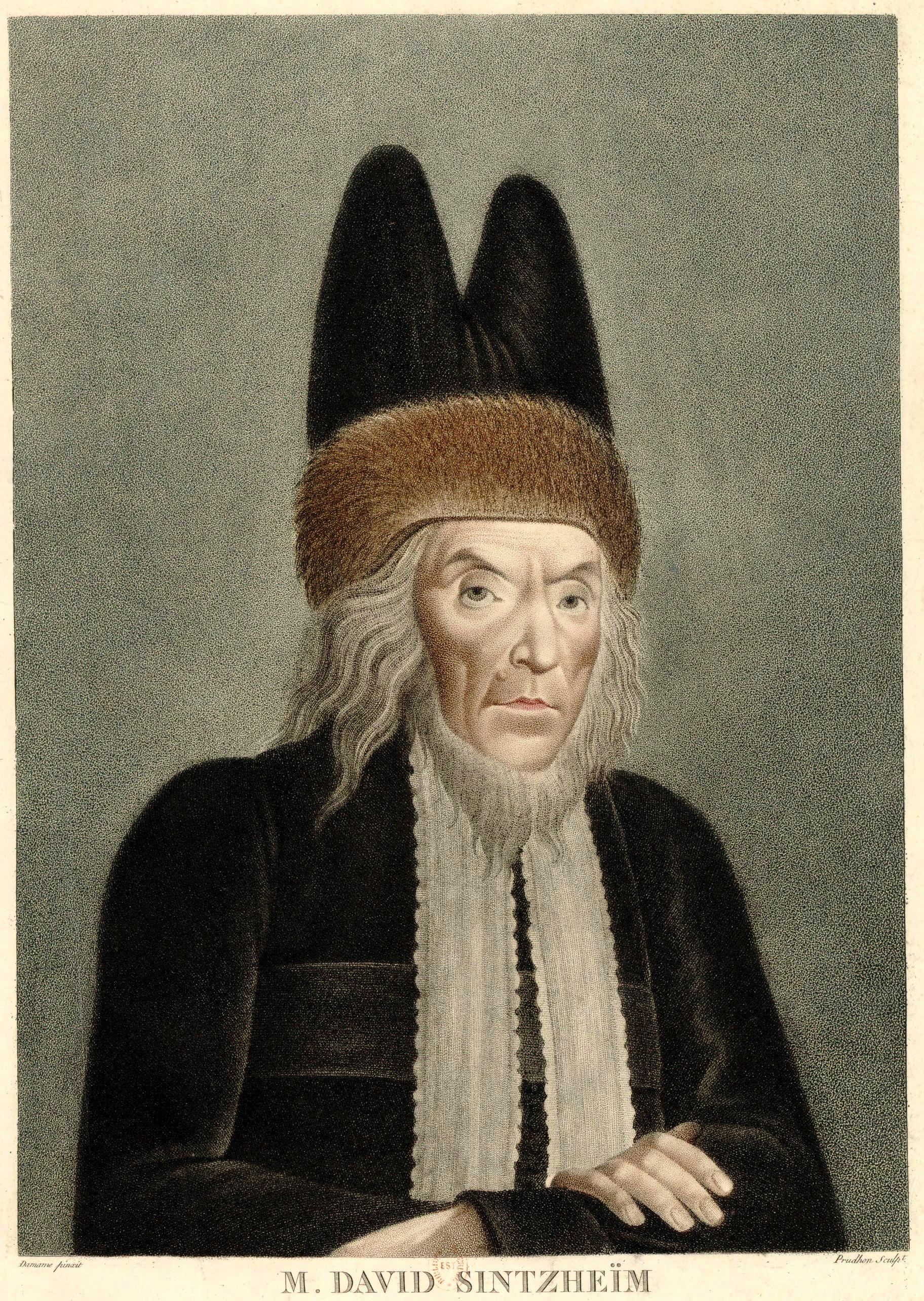
David Sintzheim

De Joden namen net zoals de andere onderdanen van Lodewijk XVI deel aan de verkiezingen van de afgevaardigden voor de Staten-Generaal in Bordeaux en in Bayonne. In andere gebieden zoals de Elzas, Lotharingen en Parijs werd dit recht hun geweigerd. Cerf Berr, een Joods politicus uit de Elzas, richtte zich hierbij tot de minister van financiën Jacques Necker en verkreeg dat bij de opening van de Staten-Generaal de Joden hun afgevaardigden mochten aanduiden. Met zes trokken ze vervolgens naar Parijs en overhandigden op 31 augustus 1789 de klachtendossiers net nadat ze aldaar de Verklaring van de rechten van de mens en de burger hadden goedgekeurd. Onder de afgevaardigden bevond zich rabbijn David Sintzheim die later in 1808 onder Napoleon I de eerste grootrabbijn (‘grand-rabbin’) van Frankrijk werd.
De afgegeven Joodse klachtendossiers eisten uiteraard gelijke rechten voor de Joodse bevolking en een afschaffing van de discriminerende belastingen. Er waren al eerder dergelijke aanvragen geweest zoals die van de adel van Troyes. Ze vroegen dat het verschil in religieuze opvattingen geen reden mocht zijn om onenigheid te stichten onder de bevolking. Ze drongen erop aan dat de Staten-Generaal de rechten van niet-katholieken ging uitbreiden tot een aanvaardbaar niveau.

### Bij aanvang van de Franse revolutie
De bestorming van de Bastille op 14 juli 1789 veroorzaakte heel wat opstand in heel het land. De ongerustheid werd gevoed door een mondelinge overdracht tot in alle hoeken van het Franse rijk. Rovers en boeven maakten van de situatie gebruik om onder andere graan van de akkers te stelen. Deze onlusten hadden een uitgesproken anti-Joods karakter in de Elzas. Abbé Grégoire haalde deze feiten aan tijdens de vergadering van 13 augustus 1789 van de Staten-Generaal en eiste de totale emancipatie van de Joodse bevolking. De Staten-Generaal geraakte verdeeld door de verontwaardiging van de prelaat maar nam geen besluit. Enkele maanden later besloot ze toch tot een algemene bescherming van de Joden door de openbare macht. Dit kwam er op vraag van Theodoor Cerf, de vertegenwoordiger van de Joden uit de Elzas.
Van 21 december tot 24 december 1789 werd het Joodse vraagstuk opnieuw besproken in de vergadering. Enkele vooraanstaanden zoals Mirabeau, Abbé Grégoire, Robespierre, Adrien Duport, Antoine Barnave en Stanislas van Clermont Tonnerre gebruikten al hun overtuigingskracht en welsprekendheid om de heren te overtuigen van de Joodse zaak. De uitspraak die hierop volgde karakteriseert de gelijkstelling van de Joden in Frankrijk en dit voor de volgende eeuwen: “Je moet alles weigeren aan de Joden als staat en alles toelaten aan de Joden als individu. Je moet verhinderen dat ze een politiek orgaan of politieke orde zouden worden binnen de staat. Ze moeten echter als individu volwaardige burgers worden.” Deze openbare gelijkstelling illustreerde dus de tolerantie tegenover de joodse praktijken in de privésfeer. De Joodse inwoners van Spaanse en Portugese afkomst en van Avignon werden dus vanaf toen volwaardige burgers met een meerderheid van 150 stemmen. Maar het decreet gold niet voor de Joden van de Elzas en Lotharingen: Herhaalde onlusten leidden tot fel protest van de lokale afgevaardigden en van de geestelijkheid die aanstuurde op een uitstel van deze maatregel.
Na de mislukte poging om in januari 1791 de volledige emancipatie van de Joden in te voeren kwam er op 27 september 1791, enkele dagen voor de ontbinding van de Staten-Generaal, een nieuw initiatief van Adrien Duport, lid van de Jakobijnen. Hij vroeg politieke rechten voor de Joden en dit naar analogie van de Turken, de moslims en leden van diverse sektes die reeds deze rechten hadden. Dit voorstel werd de volgende dag geaccepteerd en dit twee dagen voor de vergadering werd ontbonden. Op 13 november werd de wet bekrachtigd door Lodewijk XVI.

### Tijdens het schrikbewind
Tijdens de terreur of het schrikbewind van de Franse Revolutie ondergingen de Joden, net als de gelovigen van de andere godsdiensten, de vijandigheid van de toenmalige machtshebbers. De rijke Joodse handelaren van Bordeaux werden zeer zwaar belast net als hun christelijke collega’s. In Elzas waren de Joden opnieuw slachtoffer van discriminatie en de synagogen werden geplunderd.

### De Joden onder het consulaat en het keizerrijk

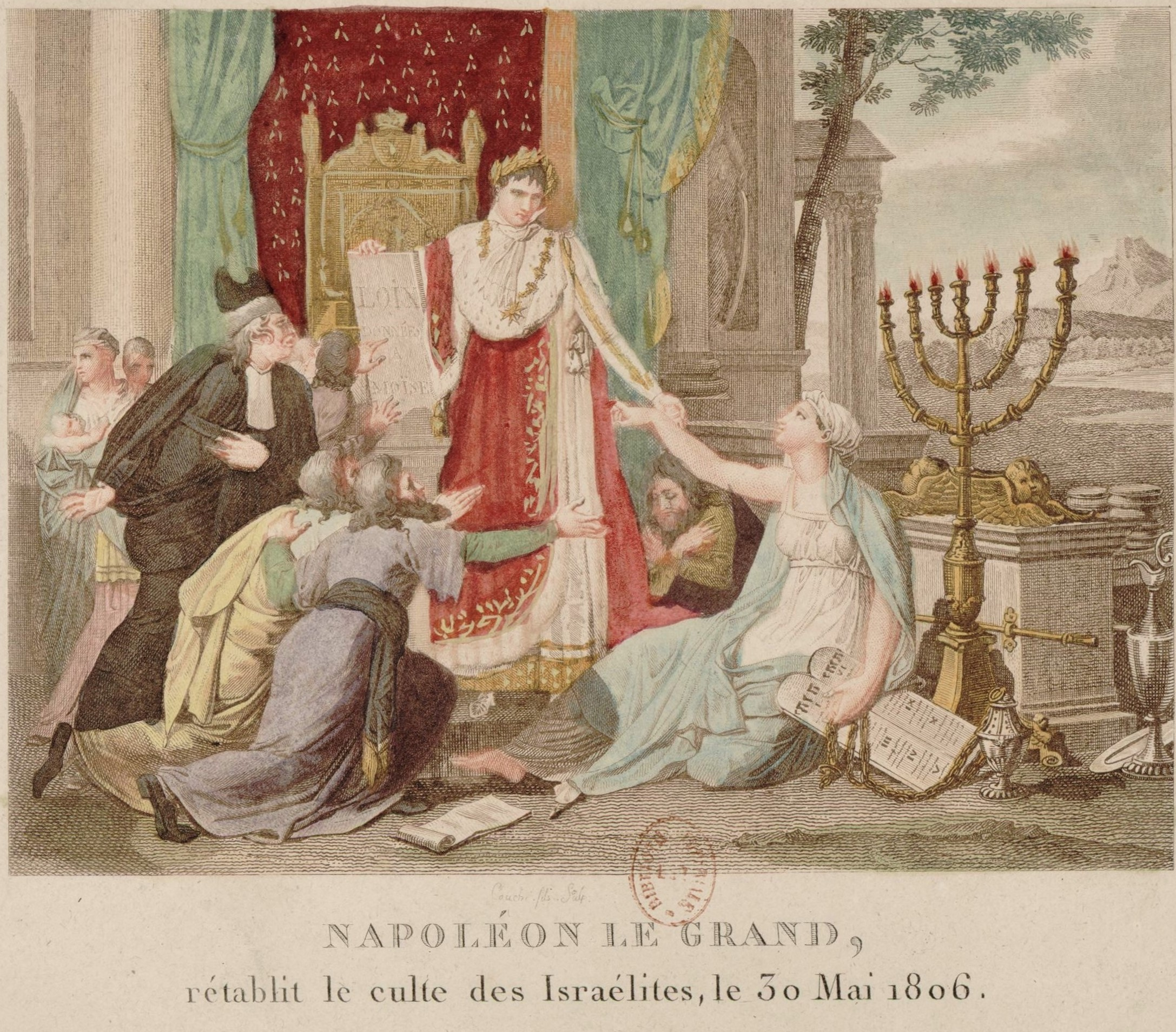
Napoleon laat de Joodse eredienst weer toe.

Toen Bonaparte aan de macht kwam wist hij niet veel van de Joden. Tijdens zijn Italiaanse Veldtocht van 1796-1797 zou hij de hekken rondom het Ghetto van Venetië neergehaald hebben. Onder het consulaat werden de pas aangestelde prefecten gevraagd een rapport te maken over de toestand in hun departement en de uittocht van de Joden te beschrijven. De rapportering uit de Elzas en Lotharingen waren het meest gedetailleerd: Ze gaven weer dat de Joden doorgaans arm waren en ze wekten een zekere vijandigheid op bij de bevolking omwille van hun koopmansgeest. Hun handelsactiviteiten waren zowat de enige die ze konden bedrijven vermits ze van alle andere ambten uitgesloten waren.
Het organiseren van de katholieke cultus werd vastgelegd in 1801 in het concordaat. De protestantse cultus werd omschreven in de “ organische artikels “ (Frans: les articles organiques). De Joodse geloofsbeleving werd echter niet ingesteld. Deze situatie vonden de goed geïntegreerde Joden uit Bordeaux bevredigend. In de Elzas ontstond er daarentegen wanorde. Er ontstonden dissidente synagoges en het geld ontlenen met intrest veroorzaakte diverse conflicten. Mensen uit de entourage van Napoleon, zoals Louis de Bonald of Mathieu Molé, vroegen naar uitzonderingsmaatregelen ten aanzien van de Joden terwijl liberalen de toepassing van de wet verdedigden. Uiteindelijk voorzag het decreet van 30 mei 1806 in de oprichting van een Joodse Assemblée de Notables  ('Vergadering van notabelen'), verkozen door de prefecten.

#### L’Assemblée des Notablesen deGrand Sanhedrin
De 111 leden van L’Assemblée des Notables kwamen uit alle uithoeken van het keizerrijk en zelfs uit Italië. Op deze bijeenkomst (26 juli 1806) waren er drie regeringsafgevaardigden: Mathieu Molé (1781 – 1855), Joseph Marie Portalis (1778 – 1858) en Etienne-Denis Pasquier (1767 – 1862). Ze stelden 12 vragen aan de vergadering waarvan de meest delicate een vraag over gemengde huwelijken was. Het antwoord luidde dat rabbijnen geen bevoegdheid (meer) hadden om een Jood met een christen te huwen, priesters kunnen hier wel in toestaan.
De antwoorden voldeden voor Napoleon en hij liet ze bekrachtigen door een meer representatieve vergadering. Hij organiseerde een nieuwe Joodse samenkomst, Grand Sanhedrin geheten, naar analogie van de Joodse wettelijke en gerechtelijke samenkomsten uit de late oudheid, voorgezeten door David Sintzheim (1745 – 1812), rabbijn van Straatsburg. Deze moest de organisatie van de Joodse cultus definiëren. 71 leden zaten samen van 9 februari tot 9 maart 1807. Ze ratificeerden enkel de antwoorden van de Assemblée des Notables. Ze kwamen niet tot een overeenkomst omtrent de Joodse cultus en het was ten slotte de regering die hierin besliste.

#### De decreten van 1808
Op 17 maart 1808 vaardigde keizer Napoleon drie decreten uit. De eerste twee betroffen de organisatie van de eredienst en de erkende Joodse instellingen. Het derde werd het ‘snode’ decreet (decret infâme) genoemd, het herstelde discriminerende maatregelen uit het ancien régime.
Napoleon plaatste de administratie omtrent de Joodse eredienst onder de verantwoordelijkheid van de consistoire central israélite de France (vrij vertaald: de centrale Joodse kerkraad in Frankrijk). In vele opzichten waren Franse notabelen betrokken bij de beslissingen die werden genomen in deze kerkraad.
Dit centrale en hiërarchisch ingericht beslissingsorgaan ging in tegen een Joodse traditie waarbij geloofsgemeenschappen zich plaatselijk organiseerden. Toch werd deze regeling aanvaard door de Franse Joden en lange tijd was dit orgaan het Joodse aanspreekpunt van de Franse regering. Enerzijds bevorderde dit de eenheid tussen de Franse Joden maar anderzijds werkte het beklemmend voor de ontwikkeling naar een meer liberaal of orthodox jodendom.
Het ‘snode’ decreet richtte zich op de Joden uit de Elzas en bevatte diverse verordeningen die de Joden terug beperkten in hun mogelijkheden. Zo moesten Joodse handelaren jaarlijks hun toelating vragen aan de prefect, schuldvorderingen werden geannuleerd en de Joden werden verplicht ook dienstplicht te vervullen. Het was vroeger mogelijk een vervanger naar het leger te sturen, een recht dat nog steeds geldig was voor de andere Fransen. Er mochten bovendien geen Joden meer immigreren in de Elzas. Deze maatregelen golden niet voor de Joden uit Bordeaux, de Gironde of Landes. Dit leidde tot felle reacties in Joodse middens en de Joden van Parijs en Bayonne slaagden erin ook uitgesloten te worden van deze verordeningen.
Op 20 juli 1808 verplichtte Napoleon de Joden ook om een familienaam te hebben (het decreet van Bayonne). De Joden hadden nog de traditie om hun kinderen een Bijbelse naam te geven en die van vader op zoon door te geven.
De val van Napoleon (1815) leidde niet tot het terugschroeven van deze decreten. Dit kon echter niet gezegd worden in de andere Europese landen waar er vaak teruggegrepen werd naar vroegere wetgeving.

## Tijdens de restauratie en de julimonarchie

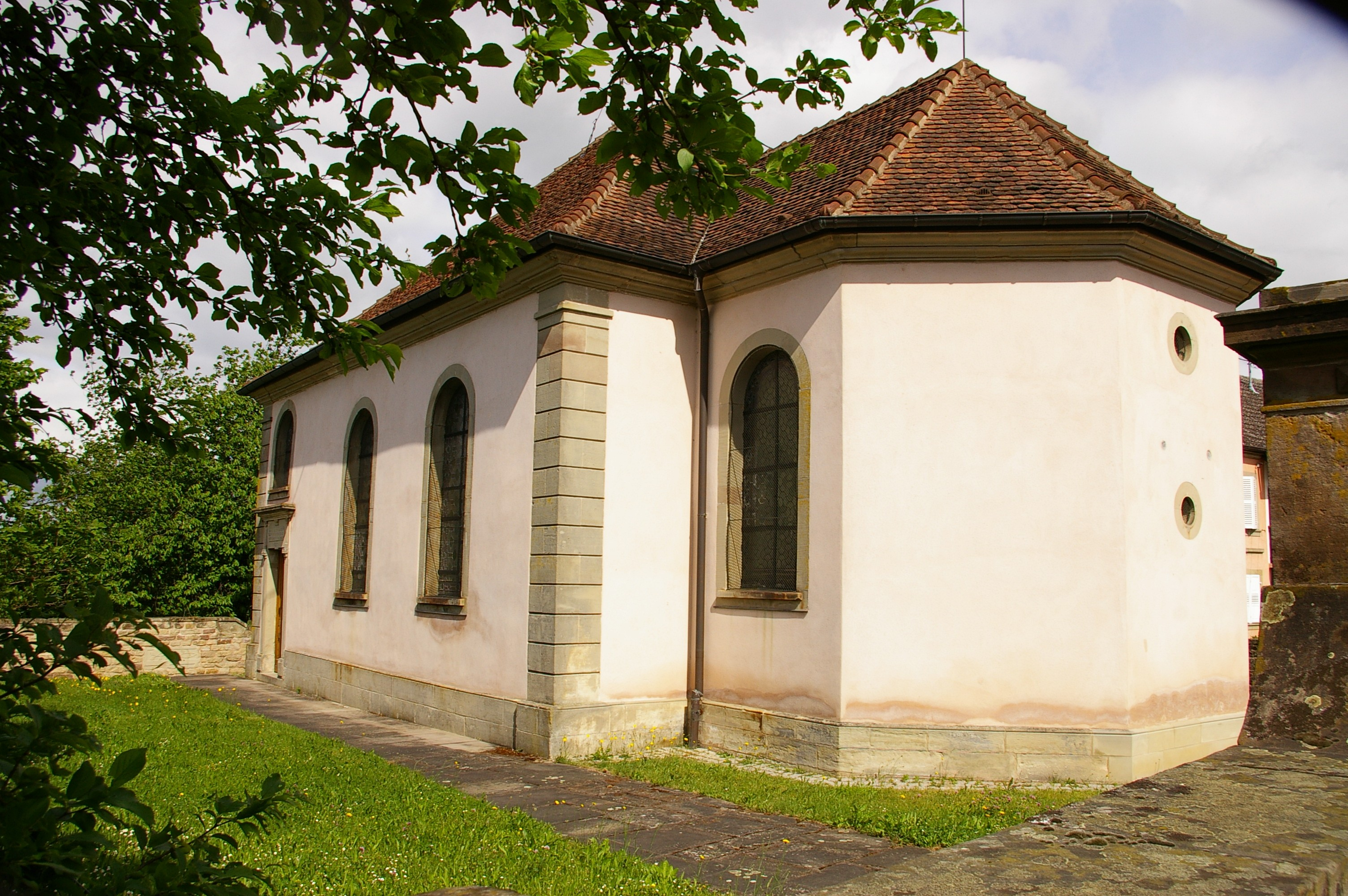
Synagoge van Struth (Bas-Rhin) (1836).

De restauratie bracht weinig verandering in het statuut van de Joden, het ‘snode’ decreet van 1808 werd niet verlengd door Lodewijk XVIII ondanks de klachten van de plaatselijke overheid uit de Elzas. Rabbijn van Phalsbourg, Lazare Isidor (1813–1888) speelde een belangrijke rol voor de integratie van de Joden in de Franse samenleving. Hij verzette zich in 1839 tegen de wet serment more judaïco, die de Joden discrimineerde in de Franse rechtspraak. In regel moesten Joden die zich wilden verdedigen voor de rechtbank hun verhaal doen in een synagoge: ze werden niet toegelaten in de rechtbank. Lazare Isidor weigerde zijn synagoge hiervoor te openen. Hij kreeg hiervoor zelf een proces en werd hierbij verdedigd door Adolphe Crémieux (1796–1880). Pas in 1846 werd voor het Hof van Cassatie de afschaffing van deze wet bekomen.
Onder Lodewijk Filips I (1773–1850) kwam het tot een belangrijke wet voor de joodse religieuze gemeenschap: op 1 februari 1831 werd een wet goedgekeurd die voorzag in een toelage van de staatskist voor de uitvoering van de joodse erediensten. De wet van 8 februari 1831 zegt dat alle vertegenwoordigers van de verschillende godsdiensten als evenwaardig beschouwd worden. Deze wet die de drie godsdiensten (katholieken, protestanten en joden) op gelijke voet zette was uitzonderlijk in Europa. Vooral de Joden, die op geen 100.000 geschat werden, hadden nu rabbijnen die een uitkering van de staat ontvingen. Deze unieke situatie leidde tot een bloeiende ontwikkeling van de Franse Joodse gemeenschap in de 19de eeuw met de bouw van diverse synagogen.

## Onder de tweede republiek en het tweede keizerrijk

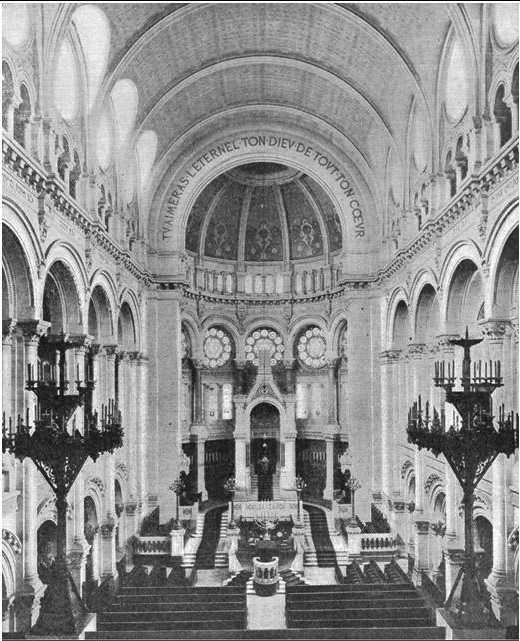
Synagoge de la Victoire (Parijs)

Tijdens de Februarirevolutie van 1848 was er sprake van nog enkele anti-Joodse geweldplegingen, snel geneutraliseerd. Deze incidenten werden beschouwd al de laatste uitingen tegen de Joden.
Er werden nieuwe synagoges opgericht zowel op plaatsen waar reeds lange tijd Joodse nederzettingen waren als op locaties waar nieuwe gemeenschappen ontstonden: de grote synagoges in Lyon en Marseille werden gebouwd rond 1864, de grote synagoge de la Victoire in Parijs werd gebouwd vanaf 1867. De Joden werden erkend door de regering voor hun bijdrage tot de vrede en de gelijkheid van rechten.
Deze sociale integratie leidde tot een emigratie van vele Joodse families van hun traditionele woonplaats naar de steden. In de Elzas betekende dit dat velen gingen verhuizen naar Straatsburg. De kleine steden in het graafschap Venaissin zagen hun Joodse bevolking in grote mate verhuizen naar Marseille. Eenzelfde beweging bestond er in Zuidoost-Frankrijk ten voordele van Bordeaux. Verder trokken vele Joden van gans het grondgebied naar Parijs.
De nieuwe gelijke rechten leidden tot een assimilatie van vele Joden die stilaan hun verdrukte verleden achter zich konden laten. Sommigen konden in dit nieuwe regime een echte carrière ontwikkelen: in het bankwezen kende men ook in Frankrijk de familie Rothschild en de familie Péreire. In de politiek hadden we Adophe Crémieux (30 april 1796 – 10 februari 1880) en Achille Fould (17 november 1800 – 5 oktober 1867) en in de kunst Rachel Félix (21 februari 1821 – 3 januari 1858), Jacob Offenbach (20 juni 1819 – 5 oktober 1880) en Charles Emile Waldteufel (9 december 1837 – 12 februari 1915)
De Franse Joodse gemeenschap begon zich ook te interesseren in de geloofsgenoten van rond de Middellandse Zee, in het bijzonder de Joden uit de Franse kolonie Frans-Algerije.

### Integratie van de Algerijnse Joden
Frankrijk had in 1830 Algerije veroverd. De Joden aldaar hadden de status van dhimmi, ze werden gediscrimineerd en gepest. De eerste zorg van de Franse Joden was dat hun geloofsgenoten er dezelfde vrijheden konden genieten als in Frankrijk. Onder de heerschappij van Lodewijk Filip I en dankzij de inspanningen van Adolphe Crémieux en Max théodore Cerf-Berr (9 december 1792 – 15 januari 1876) werden er in Algerije drie kerkraden geïnstalleerd: in Algiers, Oran en Constantine. Ze waren verbonden aan de centrale kerkraad van Frankrijk. Tezelfdertijd ijverde Crémieux voor eenzelfde Franse statuut voor alle inwoners van Algerije, een voorstel waartegen de Franse immigranten (les Colons en Franse militairen) zich verzetten. Het was pas bij zijn terugkeer naar de Franse regering, na de val van Napoleon III, dat hij op 24 oktober 1870 een decreet bekwam, getekend door Léon Gambetta dat bekrachtigde dat de Algerijnse Joden als Franse staatsburgers beschouwd werden. Zo verkregen ze het recht op onderwijs, stemrecht en de verplichting om militaire dienst te doen. Het opende voor hen vele mogelijkheden niettegenstaande het blijvende verzet van sommige colons.

### Stichting van l’Alliance Israélite Universelle (AIU)
In 1860 werd l'Alliance Israélite Universelle (Israëlitische Universele Alliantie) opgericht door Joodse notabelen waaronder Adolphe Crémieux. Deze vereniging kwam er naar aanleiding van de zaak Mortara. Het doel was om de eer van de Joden te verdedigen telkens deze aangevallen werd. De vereniging organiseerde joods en seculier onderwijs en groeide uit tot een internationale groep die nog steeds actief is. Met hun scholen gaven ze een joodse en profane opleiding aan duizenden kinderen en jongeren uit het Middellandse Zeegebied en het Midden-Oosten.

### Liberale, conservatieve en orthodoxe joden
De Franse joden kenden geen echte strijd binnen de geloofsleer zoals die wel bestond in Duitsland, waar de Joden talrijker waren en waar de geloofsinterpretaties leidden tot splitsingen. De meer liberale joden organiseerden zich rond Samuel Cahen, vertaler en uitgever van een Frans-Hebreeuwse bijbel. Hij stichtte in 1840 de Archives Israélites waarbij hij samen met enkele medestanders ijverde voor een grondige hervorming van de joodse eredienst, zodat deze beter kon wedijveren met de rooms-katholieke erediensten. Hij was een groot voorstander om de lange Hebreeuwse teksten te vervangen door Franstalige gebeden en homilies. Hij ijverde voor de introductie van een orgel in de synagoge en het werken met zangkoren. De rabbijnen stelden zich in het algemeen conservatief op en stemden maar in met eerder kleine wijzigingen.
De orthodoxe joden misten wat een algemeen erkende leider. Ze schaarden zich achter Simon Bloch, stichter van de l'Univers israélite. Salomon Klein, grootrabbijn van Colmar behoorde ook tot de orthodoxe strekking en verontwaardigde zich over de resoluties van 1856. Salomon Ulmann, grootrabbijn van Frankrijk kon echter vrij snel de gemoederen bedaren.

## Onder de derde republiek

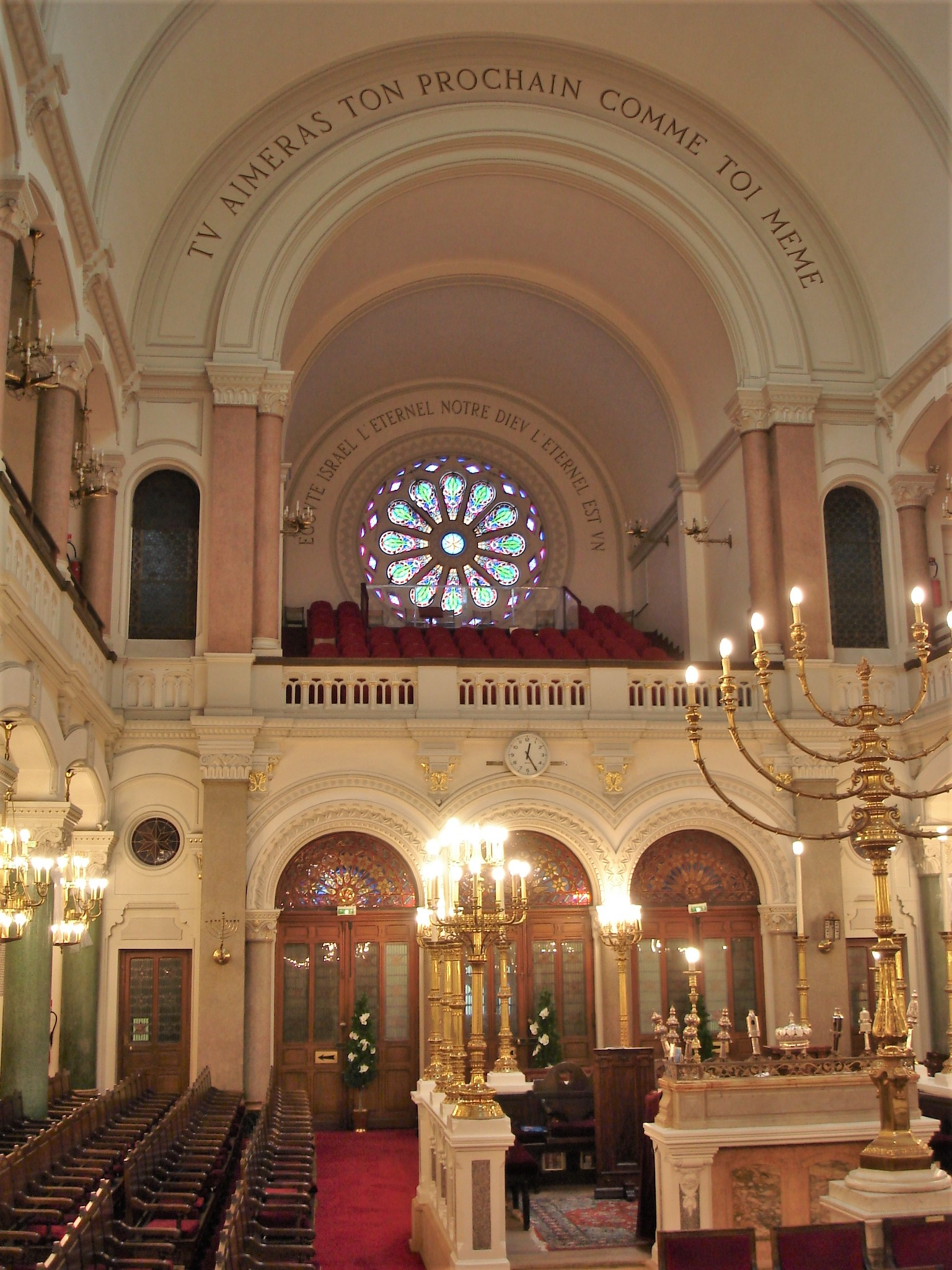
Synagoge Buffault in Parijs (1877).

Tijdens de volkstelling van 1866 telde Frankrijk 90.000 Joden waarvan 36.000 in de Elzas. Dit waren er ongeveer twee keer zoveel als in het begin van de 19de eeuw. Deze cijfers zijn vrij betrouwbaar omdat men tijdens deze tellingen aan de ondervraagden specifiek vroeg naar hun geloofskeuze. Het verlies van de Elzas aan Duitsland na de Frans-Duitse Oorlog van 1870 betekende een zware slag voor de Joden in Frankrijk. De volkstelling van 1872 telde slechts nog 49.000 Joden. Hieronder 15.000 Joden die de Elzas ontvlucht waren na de inlijving bij het Duitse keizerrijk, ze kozen voor de vrijheden en zekerheden in Frankrijk. Schattingen van kerkelijke overheden hebben het over 60.000 Franse Joden in 1882 en 71.000 in 1897. Daarnaast daalde de Joodse aanwezigheid in de Elzas van 41.000 tot 32.000 in 1900.
Het verlies van Elzas tekende de verdere evolutie van de Franse Joden. Vooral in het Oosten maar ook in andere regio’s verlieten de Joden de kleinere steden en dorpen om zich – meer geconcentreerd – te vestigen in grote steden met Parijs als grootste aantrekkingspool. Tezelfdertijd gaven ze bepaalde traditionele activiteiten op, zoals de thuisverkoop in Elzas om handelaar te worden of een vrij beroep uit te oefenen. Er werd minder belang gehecht aan de geloofspraktijk. Het waren eerder uitzonderingen die naast hun commerciële of financiële activiteiten nog de nodige aandacht hadden voor hun geloofsgemeenschap, zoals de familie Rothschild die een stichting in stand hield die voorzag in het onderhoud van joodse scholen en synagoges.
Niettegenstaande de 19de eeuw niet ongunstig was voor de Joodse samenleving in Frankrijk waren er toch die het slachtoffer waren van antisemitische acties. Een fenomeen dat zich naar het einde van de 19e eeuw steeds harder manifesteerde.

### De ontwikkeling van het antisemitisme

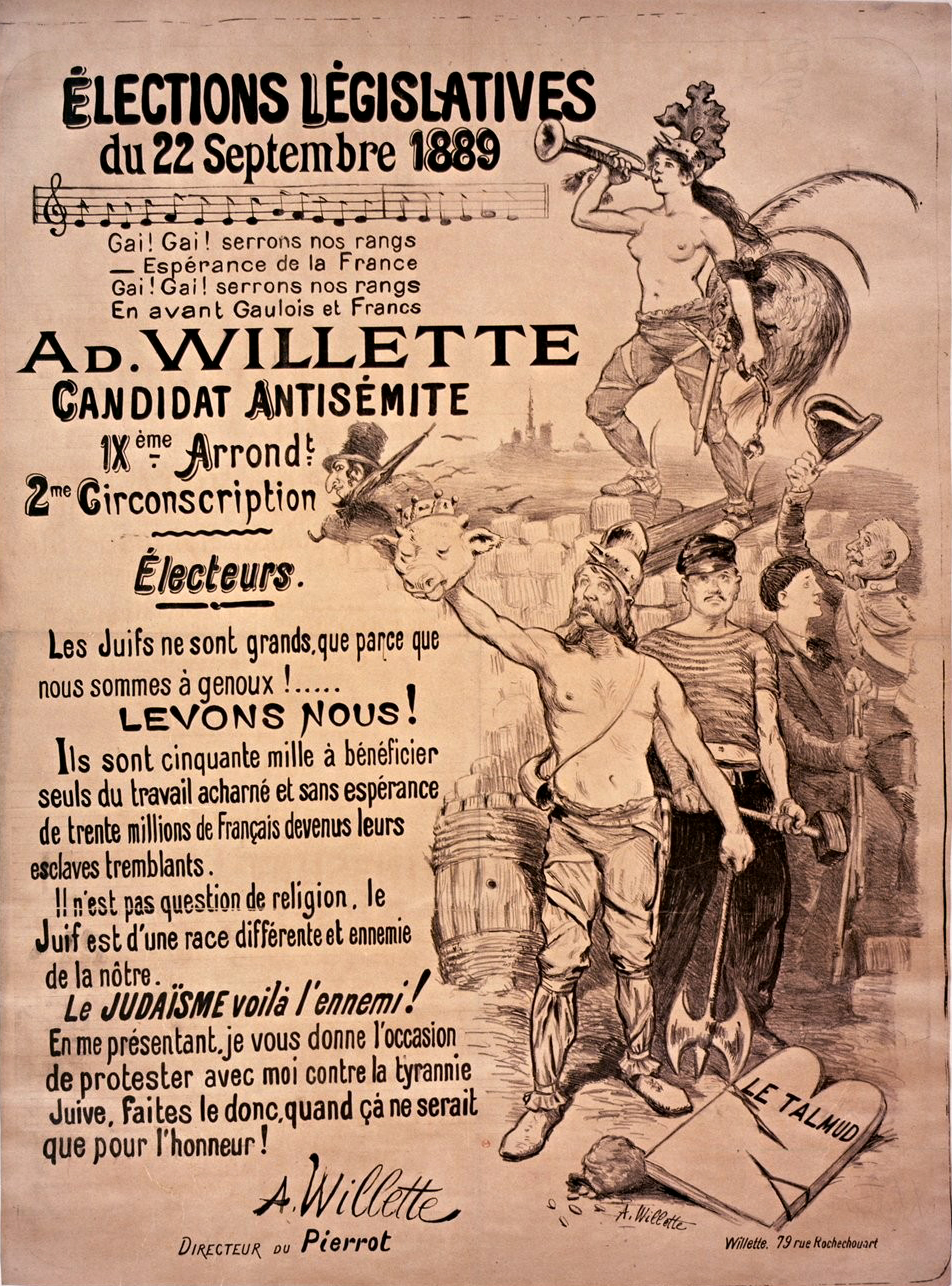
Adolphe Willette, antisemitisch kandidaat voor de parlementsverkiezingen in 1889

Het antisemitisme richt zijn vijandigheid eerder tegen het Joodse volk, niet zozeer tegen het joodse geloof. De Duitse journalist Wilhelm Marr (1819 – 1904) verspreidde de term antisemitisme wanneer Richard Wagner (1813 – 1883) zijn vijandigheid tegenover de Joden probeerde te onderleggen met raciale theorieën. Hij deed dit onder andere tegenover de Duits-Joodse componist Giacomo Meyerbeer (1791–1864).
De neergang van de katholieke bank Union Générale, gesticht door een ex-medewerker van Rothschild, bleek antisemitische acties in gang te zetten in Frankrijk. Eduard Drumont (3 maart 1844 – 3 februari 1917) publiceerde een pamflet La France Juive ('Het joodse Frankrijk') in 1886. In 1890 verklaarde de krant La Croix zich tot de meest antisemitische van Frankrijk. In 1892 bracht Drumont de antisemitische krant La libre Parole ('Het vrije woord') uit.

### Het Dreyfus-incident

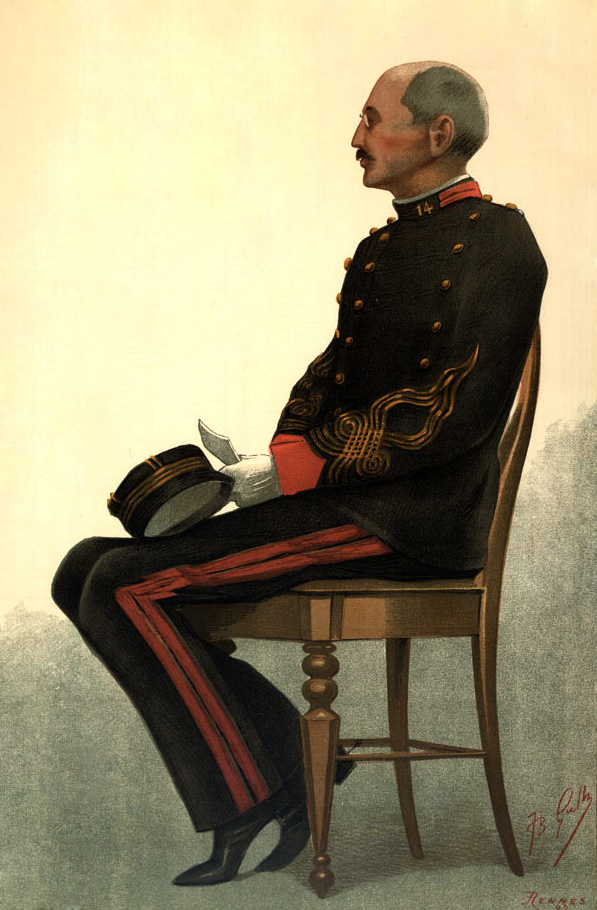
Alfred Dreyfus tijdens zijn proces, afbeelding uit het Britse tijdschrift Vanity Fair van 7 september 1899

In 1894 werd Alfred Dreyfus (Mulhouse, 9 oktober 1859 – Parijs, 12 juli 1935), een Joods officier in het Franse leger vals beschuldigd van hoogverraad. Hij werd gedegradeerd en definitief overgeplaatst naar Frans-Guyana. Enkel zijn meest dichte vrienden en familie bleven overtuigd van zijn onschuld. In 1896 bleek de echte schuldige commandant Ferdinand Walsin Esterhazy (Parijs, 16 december 1847 – Harpenden, 21 mei 1923) te zijn. Niettegenstaande dit en de vele steunbetuigingen voor Dreyfus, van onder andere Émile Zola (Parijs, 2 april 1840 – aldaar, 29 september 1902) en Georges Clemenceau (Mouilleron-en-Pareds, 28 september 1841 – Parijs, 24 november 1929), leidde zijn tweede proces in 1899 te Rennes tot een nieuwe lichtere beschuldiging. Dreyfus verkreef pas in 1906 eerherstel door het Hof van Cassatie en dit door toedoen van de Franse president.
Dit voorval kreeg uitgebreid aandacht in de pers. De Joden ontdekten hier een nieuwe vorm van antisemitisme: Ze kregen anti-Joodse slogans te lezen die de woedende massa gretig overnam. Er waren antisemitische volksopstanden tijdens het proces van Émile Zola en tijdens het tweede proces van Dreyfus in Rennes. Naar aanleiding van deze antisemitische opstoten schreef de Oostenrijks-Hongaarse journalist Theodor Herzl (בנימין זאב) (Pest, 2 mei 1860 – Edlach, 3 juli 1904) zijn werk 'Der Judenstaat' waarin hij voor het eerst de idee voor een onafhankelijke Joodse staat uiteenzette.
Dreyfus werd zelf nog het slachtoffer van een antisemitische aanslag: hij werd verwond tijdens zijn opdracht waarbij hij de as van Émile Zola overbracht naar het Panthéon in Parijs. De dader kocht zich vrij op zijn proces.
De Joden waren niet massaal in opstand gekomen om Dreyfus te verdedigen. Léon Blum (Parijs, 9 april 1872 – Jouy-en-Josas, 30 maart 1950) schreef in zijn memoires: “Het overheersende gevoel kan je als volgt samenvatten: het was iets waarin de Joden zich niet wilden mengen. 
De joodse instellingen bemoeiden zich niet met deze zaak, enkel de grootrabbijn van Frankrijk Zadoc Kahn uitte protest. Toch waren er Joodse persoonlijkheden die telkens ageerden tegen de manier waarop Dreyfus behandeld werd, waaronder Bernard Lazare (Nîmes, 15 juni 1865 – Parijs, 1 september 1903) die in 1896 de brochure schreef “Een gerechtelijke fout, de waarheid over de zaak-Dreyfus”. Ook de Franse politicus en schrijver Joseph Reinach (Parijs, 30 september 1856 – aldaar, 18 april 1921) bekritiseerde deze rechtsgang en schreef in de periode 1898 – 1901 diverse werken over deze zaak.

### De Franse Joden en het zionisme
Daar waar de zaak Dreyfus nog niet voldoende aanleiding was om de Franse Joden achter één zaak te scharen, het opkomend zionisme maakte wel iets wakker bij de Joodse inwoners van Frankrijk. Vanaf 1870 bouwde de Alliance israélite universelle, onder impuls van Charles-Yitzhak Netter (1826 – 1882) en de financiering van Edmond James de Rothschild (Hauts-de-Seine, 19 augustus 1845 – Boulogne-Bilancourt, 2 november 1934), de landbouwschool Mikvé-Israël ('De hoop van Israël') op Palestijns grondgebied. Rothschild ging nog verder en investeerde in Joodse vestigingen in Palestina, hij kocht vruchtbare gronden aan en liet er boerderijen op bouwen. In die periode ontstonden de steden Rishon LeZion, nabij het huidige Tel Aviv, en Zihron Yaakov op de Karmelberg.
Dit verregaande engagement van Edmond de Rothschild, wiens as door toedoen van de Israëlische regering in 1954 overgekomen is naar Zibron Yaakov, stond toch in contrast met een bepaalde onverschilligheid die de Franse Joodse gemeenschappen hadden tegenover de zionistische gedachte. Wel was het zo dat de Frans grootrabbijn Zadoc Kahn een bemoedigende boodschap stuurde naar het eerste zionistische congres in 1897 te Bazel.

### Immigratie uit Centraal- en Oost-Europa

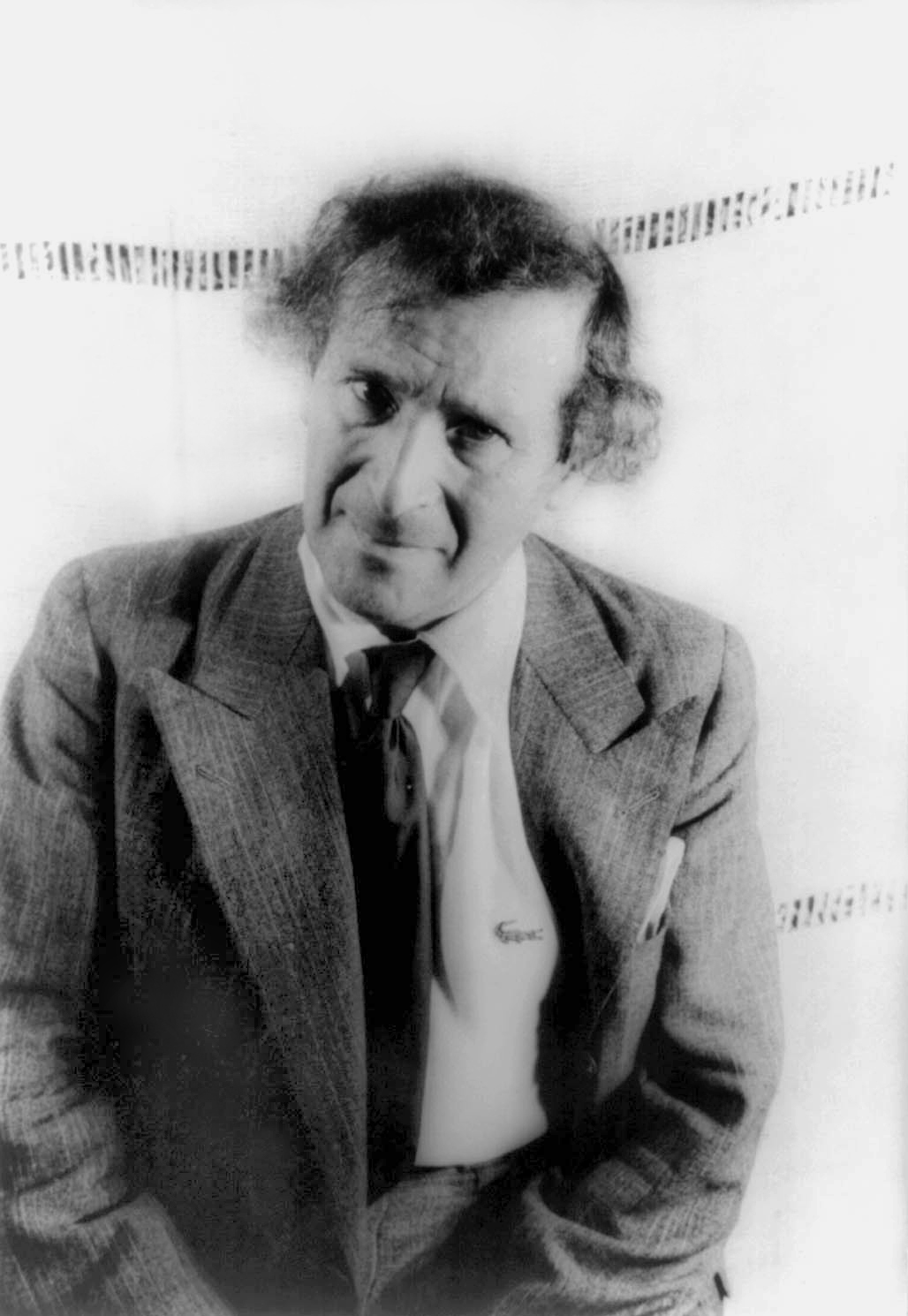
Marc Chagall (foto 1941) behoorde tot een generatie Joodse immigranten die van Rusland naar Frankrijk vluchtten

Ondanks de zaak Dreyfus bleef Frankrijk zeer aantrekkelijk voor Joden uit Centraal en Oost-Europa. In hun eigen land waren ze het slachtoffer van vervolging en discriminatie. Sinds de jaren 1880 kende Frankrijk een golf van immigranten, pogroms uit Rusland die vervolgd en uitgemoord werden na de dood van tsaar Alexander II in 1881. Deze immigranten spraken Jiddisch en waren in hoofdzaak arbeiders en handwerklui. Ze vestigden zich vooral in de Parijse buurt Le Marais, zoals in de rue Ferdinand-Duval, de oude Jodenstraat die in 1900 hernoemd werd na de zaak Dreyfus. De contacten met de plaatselijke Franse Joden verliepen gespannen, de nieuw aangekomen Joden beschouwden hun geloofsgenoten als ‘weinig joods’ terwijl de Franse Joden de inwijkelingen met een slecht oog bekeken. Toen de Russisch-Poolse synagoge in de Rue Pavée in 1914 ingewijd werd, gebeurde dit in afwezigheid van de Frans-Joodse leiders.
Het is nochtans uit deze groep immigranten dat er grote Joodse namen kwamen, die bijdroegen tot de artistieke uitstraling van Frankrijk in de wereld:
Jules Pascin (Vidin, Bulgarije, 31 maart 1885 – Parijs, 20 juni 1930), de schilder-tekenaar kwam in Parijs aan in 1905.
De beeldhouwers Jacques Lipchitz (Druskininkai (Litouwen), 22 augustus 1891 – Capri (Italië), 16 mei 1973) en Ossip Zadkine (Vitebsk (Wit-Rusland), 14 juli 1890 – Parijs, 25 november 1967) in 1909.
Marc Chagall (Vitebsk, 7 juli 1887 – Saint-Paul-Vence, 28 maart 1985) in 1910.
Chaïm Soutine (Smiliwitchi (Wit-Rusland), 1893 – Parijs, 9 augustus 1943) in 1912.
Emmanuel Mané-Katz (Krementchoug (Oekraïne), 1894 – Haifa (Israël), 1962) in 1913.
Ook Amedeo Modigliani (Livourne (Italië), 12 juli 1884 – Parijs, 24 januari 1920) kwam vanuit Italië naar Parijs en behoorde samen met andere Joodse schilders tot de Parijse school (l’école de Paris), een losse groep van kunstenaars uit het begin de twintigste eeuw die in Parijs actief waren.
Deze immigratiegolf droeg bij tot de aangroei van de Joden in Frankrijk: hun aantal werd in 1914, aan de vooravond van de Eerste Wereldoorlog, op 120.000 geschat, waarvan één derde van vreemde origine. Daarnaast leefden er nog 30.000 in Lotharingen en Elzas die zeer Fransgezind waren gebleven. Het gebied was in die periode Duits grondgebied.

### Eerste Wereldoorlog

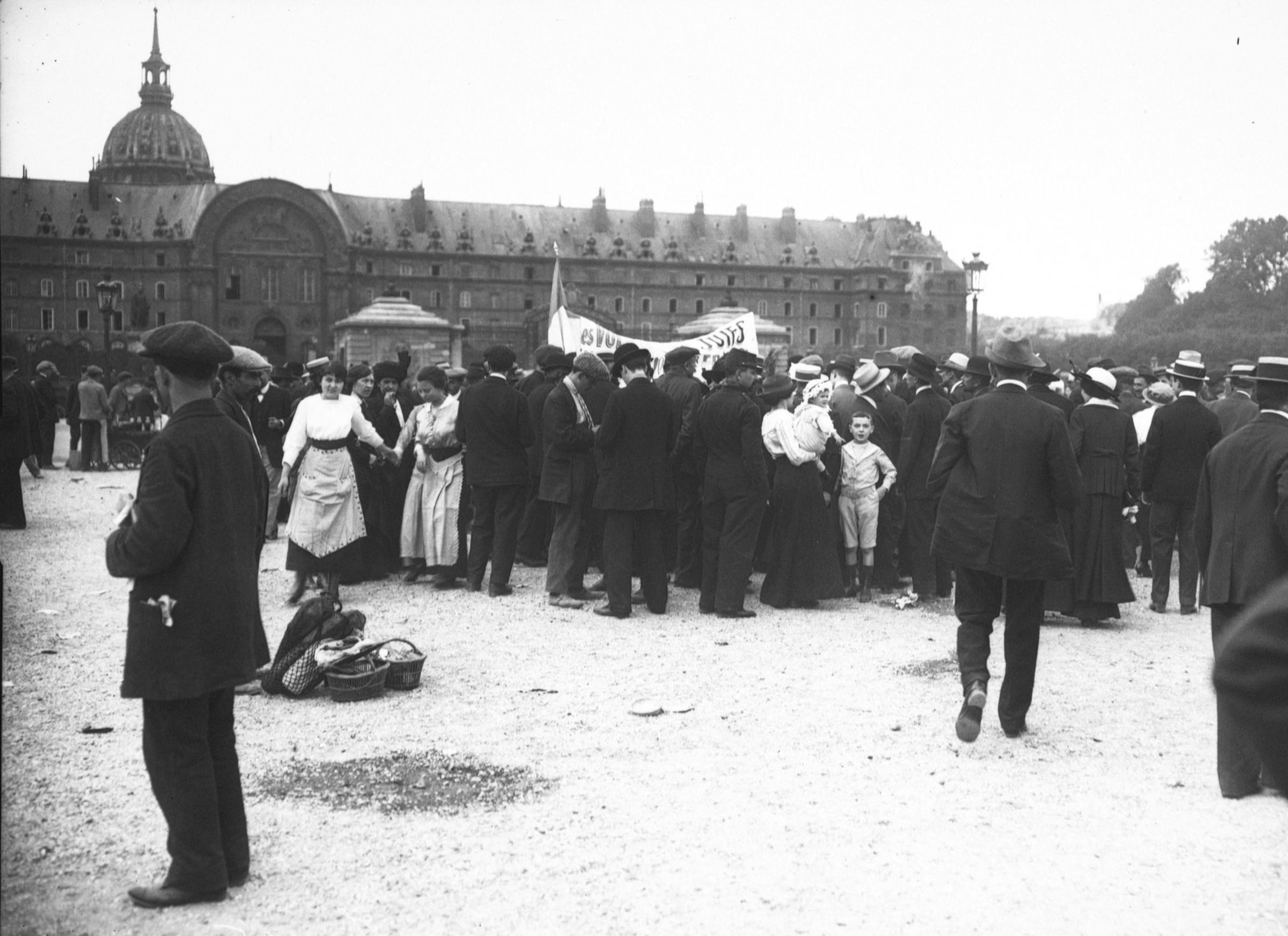
Joodse vrijwilligers in 1914 voor het Hôtel des Invalides.

De Franse Joden en de Joden uit Algerije werden gemobiliseerd tijdens de Eerste Wereldoorlog, 6.500 onder hen stierven tijdens de oorlog.
L'union Sacrée, een Franse beweging die tot stand kwam bij de aanvang van de Eerste Wereldoorlog en die Fransen van alle rangen en standen en alle religies naderbij bracht in hun gemeenschappelijk verzet tegen de Duitse invallers, had een symbool van religieuze toenadering: grootrabbijn Abraham Bloch (Parijs, 7 november 1859 – Taintrux, 29 augustus 1914) werd dodelijk geraakt door een Duitse granaat terwijl hij een kruis vasthield boven een stervende Franse soldaat. De soldaat had gedacht dat hij een rooms-katholieke priester was.
De Fransen konden na hun overwinning in 1918 het gebied Elzas-Lotharingen terug annexeren en hierbij konden 30.000 Joden de Franse nationaliteit aannemen. Zo groeide de Franse Joodse gemeenschap tot 150.000, zonder de Algerijnse Joden mee te rekenen.

### Het interbellum

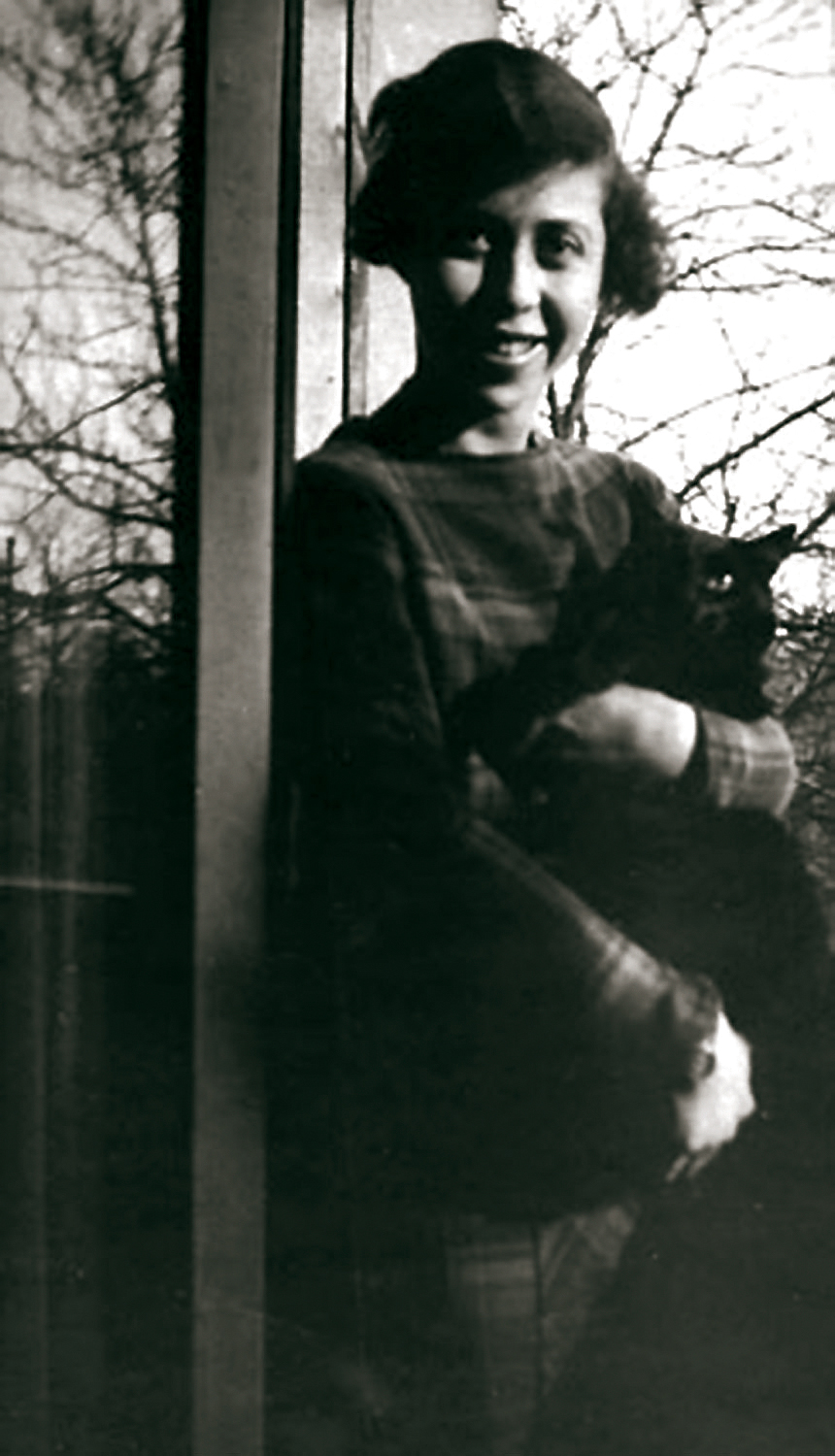
Irène Némirovsky, wiens familie naar Frankrijk kwam na de Russische Revolutie.

Na de Eerste Wereldoorlog dachten de Joden uiteindelijk hun doel bereikt te hebben: ze waren volledig geïntegreerd in de Franse samenleving en werden op gelijkwaardige voet behandeld als de katholieken en de protestanten. Ze hadden zij aan zij meegevochten zoals de andere Fransen en bekleedden hoge posten op de maatschappelijke ladder. Het herwonnen Elzas gaf een nieuw elan aan de Franse Joden. De Elzas en het departement Mozelle bleven onder het concordaat van 15 juli 1801, terwijl de rest van Frankrijk de wet van 1905 – die voorzag in de strikte scheiding van kerk en staat – volgde. De rabbijnen werden aldaar dus nog betaald door de overheden.

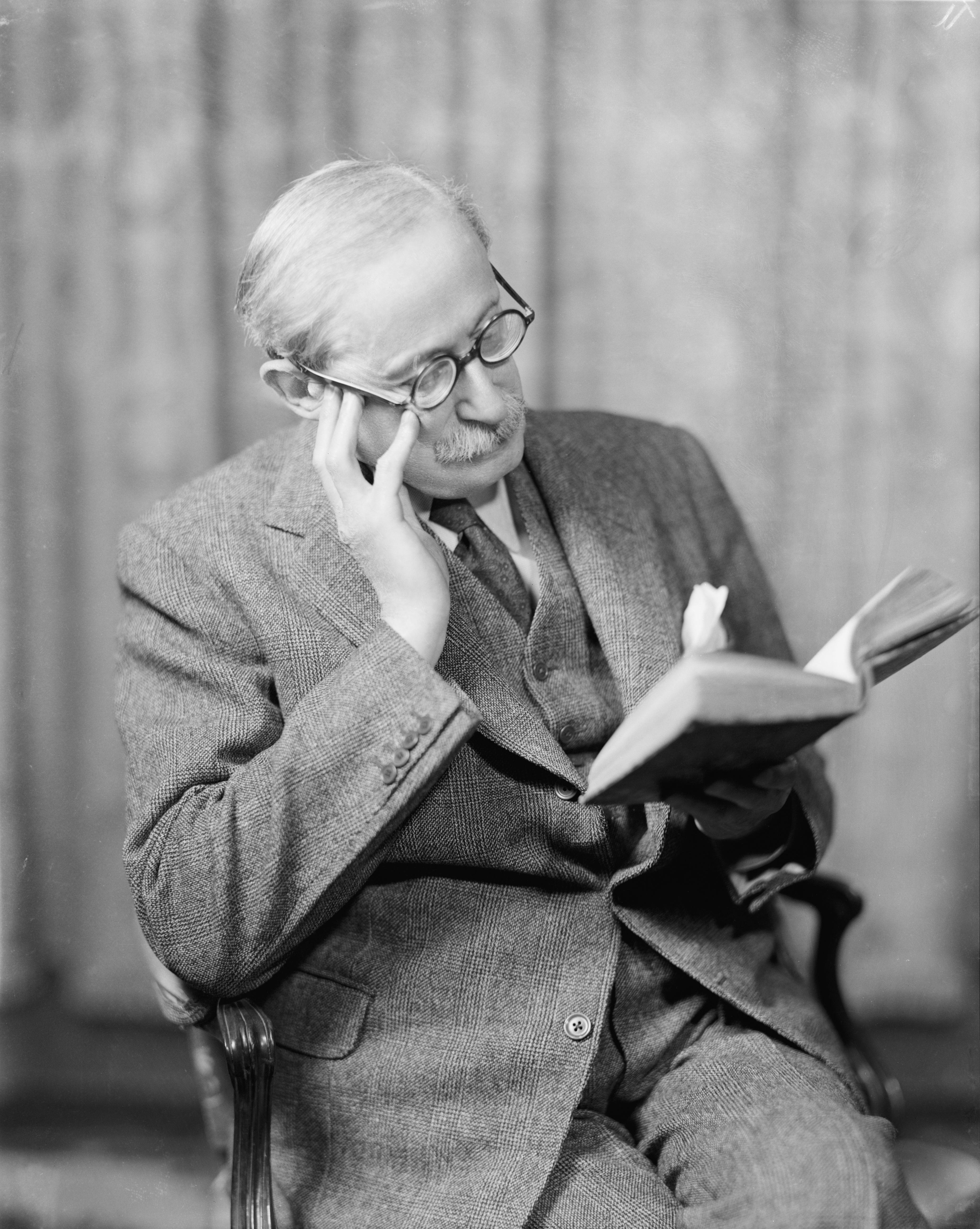
Voorzitter van de regering Léon Blum

Tijdens het interbellum veranderde de Joodse gemeenschap ingrijpend: de Russische Revolutie, de toename van het antisemitisme in Centraal- en Oost-Europa en zelfs het succes van de Alliance israélite universelle die aan de Joden van Griekenland en Turkije de Frans-Joodse cultuur toebrachten en daardoor een sterke migratie richting Frankrijk aanwakkerde leidde tot een aangroei van de Joodse bevolking in Frankrijk tot 200.000 in 1930. De opgang van het nazisme in Duitsland leidde tot een verdere aangroei tot 300.000 Joden aan de vooravond van de Tweede Wereldoorlog. Hierbij zijn de 110.000 Algerijnse Joden niet meegeteld.
De Joden die geboren zijn in Frankrijk waren dus in de minderheid: vele immigranten waren arbeiders en ondanks dat sommigen zich snel opwerkten, vormden de meesten een proletariaat en leefden in de oostelijke wijken van Parijs, zoals de wijk Le Marais of rond het plein Place de la Bastille. De meeste van deze immigranten herkenden zich niet in de bestaande joodse geloofsbelevenis, ver verwijderd van de tradities uit Centraal- of Oost-Europa. De van origine Franse Joden bleven vaak afwachtend en weigerachtig voor de toenadering van deze geloofsgenoten.
De Franse Joden namen nochtans een zeer vooraanstaande rol op zich tijdens deze periode in zowel de kunst, de industrie als in de politiek. Naast de eerder genoemde geïmmigreerde kunstenaars kende men niet alleen Marcel Proust, de invloedrijke Franse schrijver en intellectueel, wiens moeder Joods was, maar evenzeer Max Jacob, Henri Bergson, Julien Benda, Tristan Bernard, André Maurois, Simone Weil of Irène Némirovsky. André Citroën was een Frans industrieel en grondlegger van het gelijknamige automerk. Frankrijk was een van de eerste landen waar een Jood in 1936 premier werd van de regering, met name Léon Blum. Hij was dan ook het uitgesproken mikpunt van antisemitische aanvallen die gepaard ging met de opmars van de Joden in de maatschappij.

#### Opkomend antisemitisme

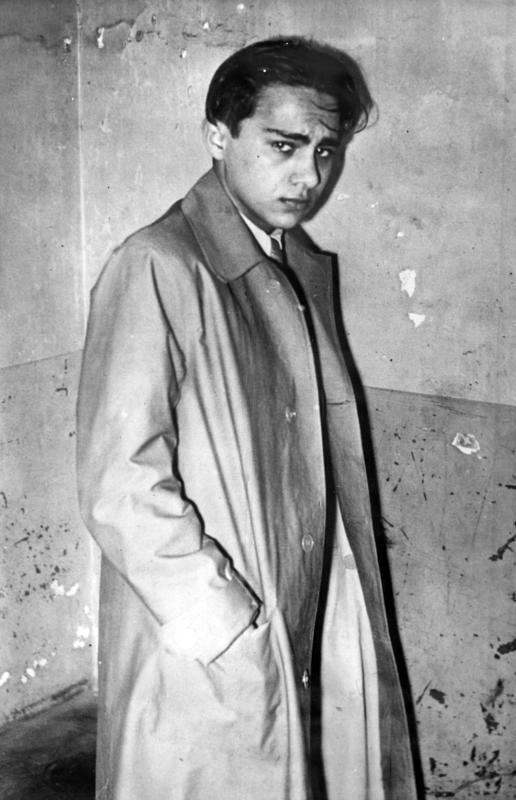
Herschel Feibel Grynszpan werd in 1940 naar Duitsland gedeporteerd

Nadat de Protocollen van de wijzen van Sion waren gepubliceerd in Duitsland en Groot-Brittannië, was in 1920 ook Frankrijk aan de beurt. Dit antisemitische pamflet werd in de Franse versie geschreven en ingeleid door de Franse journalist Roger Lambelin. Ondanks een onderzoek van The Times dat aangaf dat dit werk verzonnen was, werd het toch vele malen heruitgegeven en kende het vele varianten, waaronder ‘het Joodse gevaar’ (Le Péril Juif ). Het antisemitisme, dat binnen extreemrechtse kringen verankerd was, nam algauw de vorm aan van een judeo-maçonnieke complottheorie, een wereldomvattende samenzwering van de Joden.
Er groeide in Europa een steeds sterker wordend anti-Joods klimaat. De broers Tharaud schreven in hun boek met de duidelijke titel ‘Quand Israël n’est plus roi’ (vrij vertaald: Als Israël het niet meer voor het zeggen heeft): "Wat nog meer verwondert is dat vijfenzestig miljoen Duitsers zich laten domineren door zeshonderdduizend Joden."
Het antisemitisme werd verder aangescherpt door de zaak Stravisky, de opstand van 6 februari 1934, de vertaling van Mein Kampf in het Frans in 1934 en vervolgens de overwinning van het Front Populaire.
De politieke successen van Léon Blum werden door de liga ‘solidarité française’ argwanend bekeken. Ze noemden Blum de publieke vijand nummer één. Ook extreem rechtse parlementsleden en hun omgeving uitten felle kritieken op Blum. Xavier Vallat verklaarde vanop de tribune van de kamer van volksvertegenwoordigers: “Ons Gallo-Romeinse land zal voor het eerst bestuurd worden door een Jood.” Het antisemitisme woekerde in het politieke milieu, vooral in de rechtse rangen van de Fédération républicaine, de groep waaruit vicepresident Vallat kwam.
In 1937 verscheen het werk Bagatelles pour un massacre van Louis-Ferdinand Céline waarin de auteur reeds moeilijke tijden voor de Joden voorspelde. Hij schreef: “Ze zullen eerst kapotgemaakt worden, de Joden, en daarna zullen we zien…” (Qu'ils crèvent, eux, tous d'abord, après on verra). In november 1938 werd Ernst vom Rath, een raadgever van de Duitse ambassade in Parijs vermoord door Herschel Grynszpan, dit bezorgde Hitler een voorwendsel om de Kristallnacht te bevelen. Deze gebeurtenissen bezorgden de Franse Joden een gevoel van onrust en ongemak.
De Franse Joden reageerden doorgaans nauwelijks op deze situatie. Er werd nog een nationaal comité voor hulp aan Duitse slachtoffers van het antisemitisme opgericht maar dit werd snel achterhaald. De gemeenschap werd verscheurd door hen die verkozen om zich wat afzijdig te houden tegenover het nazisme, zoals de jonge Edgar Morin (Parijs, 8 juli 1921) en diegenen die opriepen tot verzet waaronder Julien Benda.

## De Tweede Wereldoorlog
Bij de aankondiging van de Tweede Wereldoorlog werden de Franse Joden net als hun landgenoten gemobiliseerd en – zoals in 1914 – gaven vele buitenlandse Joden zich op om mee te strijden voor de republiek in de vreemdelingenlegioenen. Naar schattingen zouden 40.000 Joden zich vrijwillig opgegeven hebben om in dienst te treden. Gevluchte Duitse Joden werden gevangengenomen en beschouwd als vijandige staatsburgers. Over het algemeen hadden de Joden veel vertrouwen in de slaagkansen van het Franse leger om het naziregime omver te werpen. Een groot aantal Joden, hoofdzakelijk uit de regio Elzas en Moezel gingen op de vlucht voor de Duitsers in de niet bezette zone tot juli 1940.
Op 22 juni 1940 werd er een bestand gesloten tussen de vertegenwoordigers van het Derde Rijk en de Franse overheid dat moest leiden tot een wapenstilstand tussen beide naties. Hoewel dit verdrag geen expliciete richtlijnen met betrekking tot de Joden vermeldde, verplichtte het wel de Franse regering tot het nemen van maatregelen die zeer nadelig waren voor de Joodse bevolking. Het betrof het artikel 3 dat zei dat in de bezette zone de overheid de Duitse bezetter moest helpen met het toepassen van alle richtlijnen opgelegd door het Derde Rijk en de artikels 16 en 19 waarin stond: "De Franse regering is verplicht om alle door de Duitse overheid aangeduide Duitse onderdanen die zich in Franse gebieden bevinden uit te leveren."

### Anti-Joodse maatregelen

#### Situatie na het verdrag tot aan de Duitse inval in de vrije zone

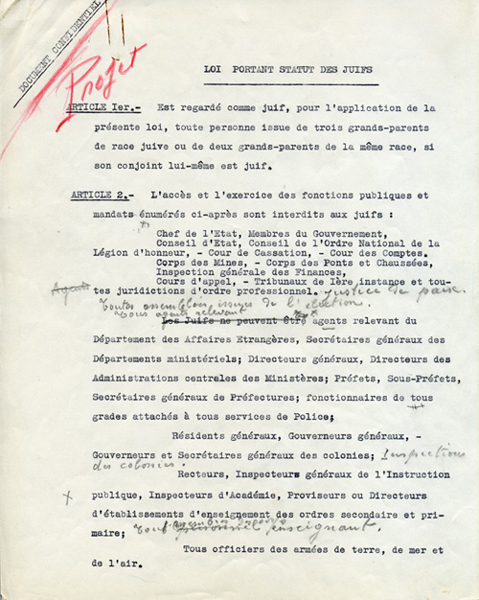
Tekst over het statuut van de Joden met persoonlijke aantekeningen van Pétain (p. 1). Archives Mémorial de la Shoah.

Sinds de zomer van 1940 ging de Duitse ambassadeur in Frankrijk, Otto Abetz, de onteigeningen van rijke Joodse families organiseren. Vanaf oktober 1940 nam ook de Franse regering Vichy anti-Joodse maatregelen. Een wet van 4 oktober 1940 verbood de Joden om bepaalde beroepen uit te oefenen, zoals leerkracht, journalist en advocaat. Deze wet werd voorbereid door Raphaël Alibert en uitgevaardigd door Philippe Pétain (volgens een document dat pas in 2010 werd vrij gegeven.) De wet liet toe de Joden op te sluiten in speciaal daarvoor ingerichte kampen in afwachting van hun deportatie naar gebieden die door de Duitsers definitief zouden worden geannexeerd zoals de Elzas, Lotharingen en voor sommigen ook België.
Van de 340 000 joden die zich in Frankrijk bevonden, zou uiteindelijk 75% de oorlog overleven. Dit betekent een sterftecijfer van 85 000 waarvan 72 500 in de concentratiekampen overleden (op een totaal van 75 000 gedeporteerde joden) en 12 500 op een andere manier. Frankrijk heeft hierdoor een van de hoogste overlevingspercentages van alle bezette landen, wat waarschijnlijk te danken was aan het feit dat de Duitse bezetting slechts militair van aard was en de Vichy-Franse autoriteiten derhalve hun gang konden gaan. Hoewel zij eveneens antisemitische maatregelen invoerden en buitenlandse joden deporteerden, gingen ze bij Franse joden minder ver en lieten het bij discriminatie. Verder komen de Fransen in het aantal vermeldingen in Yad Vashem als Rechtvaardige onder de Volkeren op de derde plaats.
Op 16 februari 2009 publiceerde de Conseil d'État, de Franse Raad van State, een uitspraak waarin volmondig werd erkend dat de autoriteiten van Vichy de deportatie van de slachtoffers van het antisemitisme hadden toegestaan en mogelijk gemaakt.

## Na 1945
Doordat (vergeleken met andere Europese landen) een groot deel van de Franse joden de oorlog overleefde kent Frankrijk ook heden ten dage nog een grote Joodse gemeenschap. Na 2000 staat deze gemeenschap onder toenemende druk van het 'nieuwe antisemitisme' van (met name) de opkomende moslimgemeenschap in Frankrijk.
Enkele moorden op Joodse inwoners van Frankrijk baarden opzien vanwege antisemitische kenmerken hieromtrent.
Op 21 januari 2006 werd de 23-jarige Ilan Halimi vermoord na eerder te zijn ontvoerd. De ontvoerders dachten aanvankelijk dat Halimi rijk was omdat hij uit een joodse familie kwam. De ontvoerders vroegen losgeld, aanvankelijk 450.000 euro, en uiteindelijk aflopend tot 5.000 euro. De Franse politie kreeg zware kritiek omdat ze aanvankelijk geloofden dat antisemitisme geen rol speelde bij de misdaad. De hoofddader Youssouf Fofana werd veroordeeld tot levenslange gevangenisstraf. Een vergelijkbare ontvoering deed zich voor op 22 februari 2008. De 19-jarige Mathieu Roumi werd ontvoerd en gemarteld. Dit gebeurde in dezelfde Parijse voorstad (Bagneux) waar Halimi werd ontvoerd.
De 65-jarige Sarah Halimi werd op 4 april 2017 in haar appartement in de Parijse wijk Belleville gedood door haar buurman Kobili Traoré en uit het raam gegooid. Deze moord kende een lange nasleep van rechtszaken en media-aandacht over het al dan niet aanwezige antisemitisme hierbij. De Franse regering kreeg kritiek vanwege haar stilzwijgen rondom deze zaak in de eerste maanden na de moord.
Op 23 maart 2018 werd de 85-jarige holocaust-overlevende Mireille Knoll vermoord in haar appartement in Parijs. De daders Yacine Mihoub en Alex Carrimbacus werden in deze zaak wèl veroordeeld vanwege antisemitisme. The New York Times merkte op: De snelheid waarmee de autoriteiten de haatmisdaad van de moord op mevrouw Knoll erkenden, wordt gezien als een reactie op de woede van de Franse Joden over de officiële reactie op die eerdere misdaad, waar de aanklagers er maanden over deden deze te karakteriseren als antisemitisch.